# Coupe du monde des clubs de la FIFA 2025
Navigation
Arabie saoudite 2023 2029
La Coupe du monde des clubs de la FIFA 2025 est la 21e édition de la Coupe du monde des clubs de la FIFA et la première à être disputée par 32 clubs des six confédérations continentales. Elle se déroule du 14 juin au 13 juillet 2025 aux États-Unis.

## Contexte
Dès la fin 2016, le président de la FIFA, Gianni Infantino, suggère une extension initiale de la Coupe du monde des clubs à 32 équipes à partir de 2019 (se basant sur l'exemple de la Coupe du monde des nations) et un report à juin/juillet de la compétition pour être plus équilibré et plus attrayant pour les diffuseurs et les sponsors. Fin 2017, la FIFA discute des propositions visant à étendre la compétition à 24 équipes et à la faire jouer tous les quatre ans d'ici 2021, en remplacement de la Coupe des Confédérations de la FIFA. L'Association européenne des clubs s'oppose à la décision, proposant que les clubs européens boycottent la nouvelle compétition.
Le 15 mars 2019, le nouveau format et le calendrier de la Coupe du monde des clubs sont confirmés lors de la réunion du Conseil de la FIFA à Miami, en Floride, aux États-Unis. Elle se situera après la fenêtre internationale du 31 mai au 8 juin 2021 (pour la qualification à la Coupe du monde de la FIFA 2022 et les Finales de l'UEFA Nations League 2021), le tournoi devait se dérouler du 17 juin au 4 juillet, et remplacera la Coupe des Confédérations de la FIFA 2021. La Coupe d'Afrique des Nations 2021 et la Gold Cup de la CONCACAF 2021 se verront alors attribuer une fenêtre du 5 au 31 juillet 2021 dans le calendrier international des matches de la FIFA.
Initialement prévue du 17 juin au 4 juillet 2021 en Chine, elle est reportée à une date non définie en raison de la Pandémie de Covid-19, qui a entraîné le report de plusieurs compétitions continentales à 2021, l'édition 2021 gardant le format des éditions précédentes.
Le 16 décembre 2022, le président de la FIFA Gianni Infantino  annonce que la Coupe du monde des clubs passera à 32 clubs à partir de 2025.

## Sélection du pays hôte
Le 23 juin 2023, la FIFA annonce que la Coupe du monde des clubs remaniée se déroulera aux États-Unis, un an avant la coupe du monde 2026 organisée aussi aux États-Unis, au Canada et au Mexique.

### Villes et stades
Le 29 septembre 2024 la FIFA annonce les 12 stades retenus pour la coupe du monde des clubs ainsi que le lieu de la finale qui se situera au MetLife Stadium de New York. Les stades se situent à : Atlanta, Charlotte, Cincinnati, Los Angeles, Miami, Nashville, New York, Orlando, Philadelphie, Seattle et Washington.
| \| Atlanta Charlotte Cincinnati Pasadena Miami Gardens Nashville East Rutherford Orlando Philadelphie Seattle Washington \| Villes hôtes de la coupe du monde des clubs 2025 |
| Atlanta Charlotte Cincinnati Pasadena Miami Gardens Nashville East Rutherford Orlando Philadelphie Seattle Washington                                                        |

| Atlanta Charlotte Cincinnati Pasadena Miami Gardens Nashville East Rutherford Orlando Philadelphie Seattle Washington |

## Format de la compétition
La compétition réunit 32 clubs : 12 de l'UEFA, 6 de la CONMEBOL, 4 de l'AFC, 4 de la CAF, 4 de la CONCACAF, 1 de l'OFC ainsi qu'une équipe du pays hôte.
Au premier tour, les 32 équipes sont réparties en huit groupes de quatre. Au sein de chaque groupe toutes les équipes s'affrontent à une reprise. Les deux premiers de chaque groupe se qualifient pour les huitièmes de finale. Ensuite, des huitièmes de finale jusqu’à la finale, tous les matchs sont à élimination directe. Contrairement au mondial des nations et aux précédentes éditions de la Coupe du monde des clubs, il n'y a pas de match de classement pour la troisième place.

## Mode de qualification
Le 14 mars 2023, la FIFA annonce le mode de qualification :
- pour les confédérations à plus de quatre places (UEFA et CONMEBOL) : les quatre derniers vainqueurs de la principale compétition interclubs et les équipes supplémentaires sélectionnées au regard de leur place au classement des clubs de la confédération au cours de la même période de quatre ans ;
- pour les confédérations disposant de quatre places (AFC, CAF et CONCACAF) : les vainqueurs des quatre dernières éditions de la principale compétition interclubs ;
- pour la confédération disposant d’une place (OFC) : le club le mieux classé parmi les vainqueurs de la principale compétition interclubs au cours de la période de quatre ans (2021-2024) ;
- pour le pays hôte : le club qui prendra la place allouée au pays hôte sera déterminé ultérieurement.

Certaines restrictions s'appliquent :
- si un club remporte au moins deux éditions de la principale compétition interclubs de sa confédération au cours de la période 2021-2024, un classement des clubs établi sur la base de critères sportifs servira à déterminer l’autre ou les autres clubs participant(s) ;
- une limite de deux clubs par pays sera appliquée, sauf lorsque plus de deux clubs du même pays remportent la principale compétition interclubs de la confédération concernée sur la période de quatre ans en question.

Le 17 décembre 2023, le conseil de la FIFA confirme la méthode de sélection des clubs participants. Le classement sur quatre années (2021-2024) utilisé a pour barème, à partir de la phase de groupes de la principale compétition interclubs de la confédération (hors UEFA) :
- 3 points pour une victoire ;
- 1 point pour un match nul ;
- 3 points pour chaque qualification au tour suivant[11].

En ce qui concerne les clubs de l'UEFA, qui a déjà un système de classement par club, le calcul du classement UEFA est appliqué, uniquement sur les matchs de la Ligue des champions de l'UEFA : 
- 2 points pour une victoire ;
- 1 point pour un match nul ;
- 4 points pour la qualification pour la phase de groupes ;
- 5 points pour la qualification en huitièmes de finale ;
- 1 point pour chaque qualification au tour suivant de la compétition[11].

Légende :
- Vainqueur de la principale compétition interclubs de leur confédération
- Qualification par le biais du classement des confédérations
- Clubs éliminés
- Club exclu

### Top 10 du classement AFC sur 4 ans
| #  | Clubs                 | V  | N  | D | PM | PC | Total |
| -- | --------------------- | -- | -- | - | -- | -- | ----- |
| 1  | Al-Hilal FC Ch        | 24 | 4  | 5 | 76 | 42 | 118   |
| 2  | Ulsan HD              | 16 | 6  | 5 | 54 | 27 | 81    |
| 3  | Jeonbuk Hyundai       | 13 | 11 | 3 | 50 | 30 | 80    |
| 4  | Kawasaki Frontale     | 15 | 4  | 2 | 49 | 15 | 64    |
| 5  | Al-Nassr FC           | 12 | 4  | 3 | 40 | 21 | 61    |
| 6  | Yokohama F. Marinos   | 12 | 3  | 6 | 39 | 21 | 60    |
| 7  | Pohang Steelers       | 10 | 5  | 3 | 35 | 21 | 56    |
| 8  | Al-Duhail SC          | 10 | 5  | 6 | 35 | 18 | 53    |
| 9  | Urawa Red Diamonds Ch | 9  | 4  | 4 | 31 | 18 | 49    |
| 10 | Pathum United         | 8  | 4  | 9 | 28 | 18 | 46    |
| 11 | Al-Aïn FC Ch          | 9  | 1  | 4 | 15 | 28 | 43    |

### Top 10 du classement CAF sur 4 ans
| #  | Clubs                | V  | N  | D  | PM | PC | Total |
| -- | -------------------- | -- | -- | -- | -- | -- | ----- |
| 1  | Al Ahly SC Ch        | 26 | 14 | 6  | 92 | 48 | 140   |
| 2  | Wydad AC Ch          | 21 | 9  | 9  | 72 | 36 | 108   |
| 3  | ES Tunis             | 17 | 13 | 10 | 64 | 36 | 100   |
| 4  | Mamelodi Sundowns FC | 19 | 11 | 6  | 68 | 30 | 98    |
| 5  | CR Belouizdad        | 11 | 9  | 10 | 42 | 21 | 63    |
| 6  | Petróleos de Luanda  | 9  | 10 | 11 | 37 | 21 | 58    |
| 7  | Simba SC             | 11 | 4  | 8  | 37 | 18 | 55    |
| 8  | Raja CA              | 10 | 7  | 3  | 33 | 12 | 45    |
| 9  | Al Hilal Club        | 5  | 8  | 14 | 23 | 12 | 35    |
| 10 | TP Mazembe           | 5  | 5  | 6  | 20 | 12 | 32    |

### Top 10 du classement CONCACAF sur 4 ans
| #  | Clubs                  | V  | N | D | PM | PC | Total |
| -- | ---------------------- | -- | - | - | -- | -- | ----- |
| 1  | CF Monterrey Ch        | 10 | 1 | 2 | 31 | 21 | 52    |
| 2  | Club León Ch           | 8  | 2 | 4 | 26 | 21 | 47    |
| 3  | Club América           | 7  | 2 | 4 | 23 | 21 | 44    |
| 4  | Union de Philadelphie  | 5  | 5 | 4 | 20 | 21 | 41    |
| 5  | Cruz Azul              | 6  | 3 | 3 | 21 | 18 | 39    |
| 6  | Crew de Columbus       | 5  | 4 | 2 | 19 | 18 | 37    |
| 7  | CF Pachuca Ch          | 5  | 4 | 0 | 19 | 15 | 34    |
| 8  | Tigres UANL            | 4  | 5 | 1 | 17 | 15 | 32    |
| 9  | Sounders de Seattle Ch | 4  | 4 | 0 | 16 | 12 | 28    |
| 10 | Los Angeles FC         | 4  | 1 | 3 | 16 | 12 | 25    |

Barrage
Le Club León était originellement qualifié en tant que vainqueur de la Ligue des champions 2023. Cependant, le club a été exclu par la FIFA le 21 mars 2025, selon la règle indiquant que deux clubs ayant le même propriétaire ne pouvaient concourir dans la même compétition. Le 6 mai 2025, il est décidé que la place laissée vacante par le Club León serait attribuée au vainqueur d'un match de barrage entre le Los Angeles FC, finaliste de la compétition continentale en 2023 et le Club América, meilleure équipe au classement de la CONCACAF sur 4 ans,.
| 31 mai 2025 | Los Angeles FC                      | 2 - 1 ap | Club América               |                                                                         |                                                                         |
| 19h30 PDT   | Igor Jesus 89e · Denis Bouanga 115e |          | 64e (pen.) Brian Rodríguez | BMO Stadium Los Angeles Spectateurs : 20 714 Arbitrage : Wilton Sampaio | BMO Stadium Los Angeles Spectateurs : 20 714 Arbitrage : Wilton Sampaio |
| 19h30 PDT   | Rapport                             |          |                            | BMO Stadium Los Angeles Spectateurs : 20 714 Arbitrage : Wilton Sampaio | BMO Stadium Los Angeles Spectateurs : 20 714 Arbitrage : Wilton Sampaio |

### Top 10 du classement CONMEBOL sur 4 ans
| #   | Clubs                | V  | N  | D  | PM | PC | Total |
| --- | -------------------- | -- | -- | -- | -- | -- | ----- |
| 1   | CR Flamengo Ch       | 29 | 9  | 6  | 96 | 45 | 141   |
| 2   | SE Palmeiras Ch      | 27 | 14 | 4  | 95 | 45 | 140   |
| 3   | Atlético Mineiro     | 22 | 14 | 7  | 80 | 42 | 122   |
| 4   | River Plate          | 20 | 10 | 8  | 70 | 33 | 103   |
| 5   | Fluminense FC Ch     | 18 | 10 | 5  | 64 | 33 | 97    |
| 6   | Boca Juniors         | 10 | 14 | 5  | 44 | 27 | 71    |
| 7   | Athletico Paranaense | 11 | 5  | 5  | 38 | 21 | 59    |
| 8   | Club Olimpia         | 10 | 6  | 10 | 36 | 21 | 57    |
| 9   | Club Nacional        | 10 | 9  | 9  | 39 | 18 | 57    |
| 10  | São Paulo FC         | 9  | 8  | 3  | 35 | 18 | 53    |
| ... |                      |    |    |    |    |    |       |
| 22  | Botafogo FR Ch       | 6  | 4  | 3  | 22 | 15 | 37    |

### Top 5 du classement OFC sur 4 ans
| # | Clubs            | V  | N | D | PM | PC | Total |
| - | ---------------- | -- | - | - | -- | -- | ----- |
| 1 | Auckland City Ch | 12 | 3 | 0 | 27 | 39 | 66    |
| 2 | AS Pirae         | 4  | 4 | 1 | 16 | 15 | 31    |
| 3 | Rewa FC          | 3  | 2 | 2 | 11 | 9  | 20    |
| 4 | AS Vénus         | 3  | 0 | 2 | 9  | 9  | 18    |
| 5 | Suva FC          | 2  | 2 | 1 | 8  | 9  | 17    |

### Top 20 du classement UEFA sur 4 ans
| #  | Clubs               | V  | N  | D  | PM | PC | Total |
| -- | ------------------- | -- | -- | -- | -- | -- | ----- |
| 1  | Manchester City Ch  | 34 | 10 | 4  | 78 | 45 | 123   |
| 2  | Real Madrid Ch      | 32 | 9  | 9  | 73 | 46 | 119   |
| 3  | Bayern Munich       | 30 | 7  | 5  | 67 | 41 | 108   |
| 4  | Paris Saint-Germain | 19 | 7  | 14 | 45 | 40 | 85    |
| 5  | Chelsea FC Ch       | 21 | 5  | 7  | 47 | 32 | 79    |
| 6  | Borussia Dortmund   | 18 | 8  | 11 | 44 | 35 | 79    |
| 7  | Inter Milan         | 16 | 10 | 9  | 42 | 34 | 76    |
| 8  | Liverpool FC        | 21 | 3  | 7  | 45 | 31 | 76    |
| 9  | FC Porto            | 16 | 4  | 12 | 36 | 32 | 68    |
| 10 | Atlético de Madrid  | 12 | 10 | 12 | 34 | 33 | 67    |
| 11 | RB Leipzig          | 14 | 3  | 13 | 31 | 31 | 62    |
| 12 | FC Barcelone        | 15 | 4  | 11 | 34 | 27 | 61    |
| 13 | Benfica Lisbonne    | 10 | 8  | 8  | 28 | 24 | 52    |
| 14 | Juventus FC         | 12 | 1  | 9  | 25 | 22 | 47    |
| 15 | SSC Naples          | 10 | 3  | 5  | 23 | 19 | 42    |
| 16 | Séville FC          | 6  | 9  | 11 | 21 | 21 | 42    |
| 17 | AC Milan            | 8  | 6  | 10 | 22 | 19 | 41    |
| 18 | RB Salzbourg        | 6  | 7  | 13 | 19 | 21 | 40    |
| 19 | Ajax Amsterdam      | 10 | 2  | 8  | 22 | 17 | 39    |
| 20 | SS Lazio            | 6  | 5  | 5  | 17 | 18 | 35    |

## Clubs qualifiés
| Club                | Qualification                                                         | Date de qualification | Meilleure performance                    | Part. |
| ------------------- | --------------------------------------------------------------------- | --------------------- | ---------------------------------------- | ----- |
| UEFA                |                                                                       |                       |                                          |       |
| Chelsea FC          | Vainqueur de la Ligue des champions 2020-2021                         | 14 mars 2023          | Vainqueur (2021)                         | 3e    |
| Real Madrid         | Vainqueur de la Ligue des champions 2021-2022 et 2023-2024            | 14 mars 2023          | Vainqueur (2014, 2016, 2017, 2018, 2022) | 7e    |
| Manchester City     | Vainqueur de la Ligue des champions 2022-2023                         | 10 juin 2023          | Vainqueur (2023)                         | 2e    |
| Bayern Munich       | 1er club éligible au classement Europe sur 4 ans,                     | 17 décembre 2023      | Vainqueur (2013, 2020)                   | 3e    |
| Paris Saint-Germain | 2e club éligible au classement Europe sur 4 ans,                      | 17 décembre 2023      | -                                        | 1re   |
| Inter Milan         | 3e club éligible au classement Europe sur 4 ans,                      | 17 décembre 2023      | Vainqueur (2010)                         | 2e    |
| Borussia Dortmund   | 4e club éligible au classement Europe sur 4 ans,                      | 6 mars 2024           | -                                        | 1re   |
| FC Porto            | 5e club éligible au classement Europe sur 4 ans,                      | 17 décembre 2023      | -                                        | 1re   |
| Atlético de Madrid  | 6e club éligible au classement Europe sur 4 ans,                      | 16 avril 2024         | -                                        | 1re   |
| Benfica Lisbonne    | 7e club éligible au classement Europe sur 4 ans,                      | 17 décembre 2023      | -                                        | 1re   |
| Juventus FC         | 8e club éligible au classement Europe sur 4 ans,                      | 12 mars 2024          | -                                        | 1re   |
| RB Salzbourg        | 9e club éligible au classement Europe sur 4 ans,                      | 17 avril 2024         | -                                        | 1re   |
| CONMEBOL            |                                                                       |                       |                                          |       |
| SE Palmeiras        | Vainqueur de la Copa Libertadores 2021                                | 14 mars 2023          | Finaliste (2021)                         | 3e    |
| CR Flamengo         | Vainqueur de la Copa Libertadores 2022                                | 14 mars 2023          | Finaliste (2019)                         | 3e    |
| Fluminense FC       | Vainqueur de la Copa Libertadores 2023                                | 4 novembre 2023       | Finaliste (2023)                         | 2e    |
| Botafogo FR         | Vainqueur de la Copa Libertadores 2024                                | 30 novembre 2024      | -                                        | 1re   |
| River Plate         | 1er club éligible au classement Amérique du Sud sur 4 ans,            | 15 mai 2024           | Finaliste (2015)                         | 3e    |
| Boca Juniors        | 2e club éligible au classement Amérique du Sud sur 4 ans,             | 22 août 2024          | Finaliste (2007)                         | 2e    |
| AFC                 |                                                                       |                       |                                          |       |
| Al-Hilal FC         | Vainqueur de la Ligue des champions 2021                              | 14 mars 2023          | Finaliste (2022)                         | 5e    |
| Urawa Red Diamonds  | Vainqueur de la Ligue des champions 2022                              | 6 mai 2023            | Troisième (2007)                         | 4e    |
| Al-Aïn FC           | Vainqueur de la Ligue des champions 2023-2024                         | 25 mai 2024           | Finaliste (2018)                         | 2e    |
| Ulsan HD            | 1er club éligible au classement Asie sur 4 ans,                       | 17 avril 2024         | Sixième (2012, 2020)                     | 3e    |
| CAF                 |                                                                       |                       |                                          |       |
| Al Ahly SC          | Vainqueur de la Ligue des champions 2020-2021, 2022-2023 et 2023-2024 | 14 mars 2023          | Troisième (2006, 2020, 2021, 2023)       | 11e   |
| Wydad AC            | Vainqueur de la Ligue des champions 2021-2022                         | 14 mars 2023          | 2e tour (2017, 2022)                     | 3e    |
| ES Tunis            | 1er club éligible au classement Afrique sur 4 ans,                    | 26 avril 2024         | Cinquième (2018, 2019)                   | 4e    |
| Mamelodi Sundowns   | 2e club éligible au classement Afrique sur 4 ans,                     | 26 avril 2024         | Sixième (2016)                           | 2e    |
| CONCACAF            |                                                                       |                       |                                          |       |
| CF Monterrey        | Vainqueur de la Ligue des champions 2021                              | 14 mars 2023          | Troisième (2012, 2019)                   | 6e    |
| Sounders de Seattle | Vainqueur de la Ligue des champions 2022                              | 14 mars 2023          | 2e tour (2022)                           | 2e    |
| CF Pachuca          | Vainqueur de la Coupe des champions 2024                              | 1er juin 2024         | Troisième (2017)                         | 5e    |
| Inter Miami CF H    | Vainqueur du Supporters' Shield 2024                                  | 19 octobre 2024       | -                                        | 1re   |
| Los Angeles FC      | Vainqueur du barrage de la CONCACAF                                   | 31 mai 2025           | -                                        | 1re   |
| OFC                 |                                                                       |                       |                                          |       |
| Auckland City       | Vainqueur de toutes les Ligue des champions sur 4 ans                 | 17 décembre 2023      | Troisième (2014)                         | 12e   |

## Tirage au sort
Le tirage au sort a lieu le 5 décembre 2024 à Miami. La FIFA a annoncé la procédure de tirage au sort et les pots de classement deux jours avant le tirage au sort, en tenant compte autant que possible des facteurs sportifs et géographiques.
La FIFA a compilé les pots du tirage au sort comme suit, avec des équipes classées au sein de chaque confédération sur la base du système de classement des clubs de la FIFA :
- pot 1 : les quatre équipes les mieux classées de l'UEFA et de la CONMEBOL ;
- pot 2 : les huit équipes restantes de l'UEFA ;
- pot 3 : les deux équipes les mieux classées de chacune des catégories AFC, CAF et CONCACAF, et les deux équipes restantes de la CONMEBOL ;
- pot 4 : les équipes restantes de l'AFC, de la CAF, de la CONCACAF, de l'OFC et du pays hôte.

Lors du tirage au sort, les équipes d'une même confédération ne peuvent pas être tirées au sort dans le même groupe à l'exception des équipes de l'UEFA, pour lesquelles il y en a au moins une et pas plus de deux par groupe. De plus, deux équipes de l'UEFA de la même association nationale ne peuvent pas être tirées au sort dans le même groupe.
Afin de maintenir un équilibre compétitif, deux parcours distincts de quatre groupes ont été établis pour la phase à élimination directe. Ils sont composés comme suit :
- parcours 1 : Vainqueurs des groupes A, C, E et G, jumelés aux finalistes des Groupes B, D, F et H ;
- parcours 2 : gagnants des groupes B, D, F et H, jumelés aux finalistes des groupes A, C, E et G.

Compte tenu de ces parcours, les équipes de l'UEFA et de la CONMEBOL sont confrontées aux contraintes suivantes lors du tirage au sort :
- les équipes de l'UEFA classées 1 à 2 et les équipes de la CONMEBOL classées 1 à 2 sont réparties dans des parcours séparés et ne peuvent pas se rencontrer jusqu'aux demi-finales si elles remportent leur groupe ;
- les équipes de l'UEFA classées 3 à 4 et les équipes de la CONMEBOL classées 3 à 4 se voient attribuer des parcours séparés et ne peuvent pas se rencontrer jusqu'aux demi-finales si elles remportent leur groupe ;
- les équipes de l'UEFA classées 1 à 4 sont réparties en groupes qui les empêchent de se rencontrer jusqu'aux demi-finales si elles remportent leur groupe ;
- les équipes CONMEBOL classées 1 à 4 sont réparties en groupes qui les empêchent de se rencontrer jusqu'aux demi-finales si elles remportent leur groupe ;
- les équipes de l'UEFA classées 5 à 8 sont réparties en groupes avec les équipes de la CONMEBOL classées 1 à 4 ;
- les équipes de l'UEFA classées 9 à 12 sont réparties en groupes avec les équipes de l'UEFA classées 1 à 4.

En tant qu'équipes du pays hôte et à des fins de calendrier, l'Inter Miami CF et les Sounders de Seattle sont placés respectivement en position 4 des groupes A et B. En conséquence, les équipes tirées au sort dans les Groupes A et B sont affectées à la position correspondant à leur tirage au sort.
Le tirage au sort commence par le pot 1 et se termine par le pot 4, chaque équipe étant sélectionnée puis répartie dans le premier groupe disponible par ordre alphabétique. Pour les groupes C à H, la position de l'équipe au sein du groupe est ensuite tirée au sort (pour les besoins du calendrier des matchs), les équipes du pot 1 étant automatiquement tirées au sort en position 1 de chaque groupe.
Les chapeaux du tirage sont les suivants, :
| Chapeau 1 | Chapeau 2 | Chapeau 3                                                                                     | Chapeau 4 |
| --- | --- | --------------------------------------------------------------------------------------------- | --- |
| Manchester City Real Madrid Bayern Munich Paris Saint-Germain CR Flamengo SE Palmeiras River Plate Fluminense FC | Chelsea FC Borussia Dortmund Inter Milan FC Porto Atlético de Madrid Benfica Lisbonne Juventus FC RB Salzbourg | Al-Hilal FC Ulsan HD Al Ahly SC Wydad AC CF Monterrey Los Angeles FC Boca Juniors Botafogo FR | Urawa Red Diamonds Al-Aïn FC ES Tunis Mamelodi Sundowns CF Pachuca Sounders de Seattle Auckland City Inter Miami CF H |

| Groupe A           | Groupe B            | Groupe C         | Groupe D       |
| ------------------ | ------------------- | ---------------- | -------------- |
| SE Palmeiras       | Paris Saint-Germain | Bayern Munich    | CR Flamengo    |
| FC Porto           | Atlético de Madrid  | Auckland City    | ES Tunis       |
| Al Ahly SC         | Botafogo FR         | Boca Juniors     | Chelsea FC     |
| Inter Miami CF     | Sounders de Seattle | Benfica Lisbonne | Los Angeles FC |
| Groupe E           | Groupe F            | Groupe G         | Groupe H       |
| River Plate        | Fluminense FC       | Manchester City  | Real Madrid    |
| Urawa Red Diamonds | Borussia Dortmund   | Wydad AC         | Al-Hilal FC    |
| CF Monterrey       | Ulsan HD            | Al-Aïn FC        | CF Pachuca     |
| Inter Milan        | Mamelodi Sundowns   | Juventus FC      | RB Salzbourg   |

## Compétition

### Premier tour

#### Groupe A
| Rang | Équipe         | Pts | J | G | N | P | Bp | Bc | Diff |
| ---- | -------------- | --- | - | - | - | - | -- | -- | ---- |
| 1    | SE Palmeiras   | 5   | 3 | 1 | 2 | 0 | 4  | 2  | +2   |
| 2    | Inter Miami CF | 5   | 3 | 1 | 2 | 0 | 4  | 3  | +1   |
| 3    | FC Porto       | 2   | 3 | 0 | 2 | 1 | 5  | 6  | -1   |
| 4    | Al Ahly SC     | 2   | 3 | 0 | 2 | 1 | 4  | 6  | -2   |

##### 1rejournée
| 14 juin 2025 | Al Ahly SC         | 0 - 0   | Inter Miami CF                                                                    |                                                                                                   |                                                                                                   |
| 20h00 EDT    |                    | (0 - 0) |                                                                                   | Hard Rock Stadium Miami Gardens Spectateurs : 60 927 Diffuseur : DAZN Arbitrage : Alireza Faghani | Hard Rock Stadium Miami Gardens Spectateurs : 60 927 Diffuseur : DAZN Arbitrage : Alireza Faghani |
| 20h00 EDT    | Marwan Attia 90+2e | Rapport | 25e Tomás Avilés · 31e Federico Redondo · 86e Sergio Busquets · 90+2e Luis Suárez | Hard Rock Stadium Miami Gardens Spectateurs : 60 927 Diffuseur : DAZN Arbitrage : Alireza Faghani | Hard Rock Stadium Miami Gardens Spectateurs : 60 927 Diffuseur : DAZN Arbitrage : Alireza Faghani |

L’Inter Miami et Al-Ahly se neutralisent (0-0) lors du match d’ouverture, malgré plusieurs occasions franches. Lionel Messi anime l’attaque de son équipe, touche le poteau sur coup franc et bute à deux reprises sur le gardien égyptien Mohamed El Shenawy. En face, le gardien d’Inter Miami, Oscar Ustari, arrête un penalty et repousse plusieurs tirs adverses. Devant plus de 60 000 spectateurs à Miami, les deux équipes livrent un match intense mais restent muettes, au grand regret de leurs entraîneurs,.
| 15 juin 2025 | SE Palmeiras                                               | 0 - 0   | FC Porto                                  |                                                                                                 |                                                                                                 |
| 18h00 EDT    |                                                            | (0 - 0) |                                           | MetLife Stadium East Rutherford Spectateurs : 46 275 Diffuseur : DAZN Arbitrage : Saíd Martínez | MetLife Stadium East Rutherford Spectateurs : 46 275 Diffuseur : DAZN Arbitrage : Saíd Martínez |
| 18h00 EDT    | Felipe Anderson 9e · Gustavo Gómez 62e · Abel Ferreira 63e | Rapport | 15e Martim Fernandes · 90+1e Nehuén Pérez | MetLife Stadium East Rutherford Spectateurs : 46 275 Diffuseur : DAZN Arbitrage : Saíd Martínez | MetLife Stadium East Rutherford Spectateurs : 46 275 Diffuseur : DAZN Arbitrage : Saíd Martínez |

Porto et Palmeiras font match nul (0-0) pour leur entrée en lice. Les deux équipes se montrent inefficaces offensivement malgré quelques occasions, et les gardiens Claudio Ramos et Weverton se distinguent. Le match, disputé devant 41 000 spectateurs au MetLife Stadium, manque de rythme. Les deux clubs devront réagir lors de leur prochain match pour espérer se qualifier,.

##### 2ejournée
| 19 juin 2025 | SE Palmeiras                                                                     | 2 - 0   | Al Ahly SC                                                    |                                                                                                  |                                                                                                  |
| 12h00 EDT    | Wessam Abou Ali 49e (csc) · José Manuel López 59e · ( Maurício)                  | (0 - 0) |                                                               | MetLife Stadium East Rutherford Spectateurs : 35 179 Diffuseur : DAZN Arbitrage : Anthony Taylor | MetLife Stadium East Rutherford Spectateurs : 35 179 Diffuseur : DAZN Arbitrage : Anthony Taylor |
| 12h00 EDT    | Raphael Veiga 39e · Agustín Giay 43e · Joaquín Piquerez 75e · Richard Ríos 90+6e | Rapport | 42e Hamdy Fathy · 45+3e Yahia Attiat-Allah · 79e Marwan Attia | MetLife Stadium East Rutherford Spectateurs : 35 179 Diffuseur : DAZN Arbitrage : Anthony Taylor | MetLife Stadium East Rutherford Spectateurs : 35 179 Diffuseur : DAZN Arbitrage : Anthony Taylor |

Palmeiras s’impose 2-0 face à Al-Ahly. Après un but contre son camp de Wessam Abou Ali sur coup franc, José Manuel López double la mise sur contre-attaque. Le match, interrompu 50 minutes par une alerte météo, reprend à l’avantage des Brésiliens, plus solides physiquement. Ce succès place Palmeiras en bonne position pour la qualification, tandis qu’Al-Ahly se complique la tâche,,.
| 19 juin 2025 | Inter Miami CF                                               | 2 - 1   | FC Porto                |                                                                                                |                                                                                                |
| 15h00 EDT    | Telasco Segovia 47e · ( Marcelo Weigandt) · Lionel Messi 54e | (0 - 1) | 8e (pen.) Samu Aghehowa | Mercedes-Benz Stadium Atlanta Spectateurs : 31 783 Diffuseur : DAZN Arbitrage : Cristián Garay | Mercedes-Benz Stadium Atlanta Spectateurs : 31 783 Diffuseur : DAZN Arbitrage : Cristián Garay |
| 15h00 EDT    | Rapport                                                      |         |                         | Mercedes-Benz Stadium Atlanta Spectateurs : 31 783 Diffuseur : DAZN Arbitrage : Cristián Garay | Mercedes-Benz Stadium Atlanta Spectateurs : 31 783 Diffuseur : DAZN Arbitrage : Cristián Garay |

L’Inter Miami renverse Porto 2-1 grâce à un coup franc magistral de Lionel Messi, à la 54e minute. Après l’ouverture du score de Porto sur penalty (Aghehowa, 8e), Telasco Segovia égalise dès le retour des vestiaires. Messi, élu joueur du match, permet à son équipe de décrocher une victoire historique face à un club européen, une première pour une équipe de MLS en compétition FIFA. Cette victoire place l’Inter Miami en tête du groupe A avec Palmeiras,.

##### 3ejournée
| 23 juin 2025 | Inter Miami CF                                       | 2 - 2   | SE Palmeiras                           | | |
| 21h00 EDT    | Tadeo Allende 16e · ( Luis Suárez) · Luis Suárez 65e | (1 - 0) | 80e Paulinho · (Allan ) · 87e Maurício | Hard Rock Stadium Miami Gardens Spectateurs : 60 914 Diffuseur : DAZN Arbitrage : Szymon Marciniak | Hard Rock Stadium Miami Gardens Spectateurs : 60 914 Diffuseur : DAZN Arbitrage : Szymon Marciniak |
| 21h00 EDT    | Lionel Messi 45e                                     | Rapport |                                        | Hard Rock Stadium Miami Gardens Spectateurs : 60 914 Diffuseur : DAZN Arbitrage : Szymon Marciniak | Hard Rock Stadium Miami Gardens Spectateurs : 60 914 Diffuseur : DAZN Arbitrage : Szymon Marciniak |

L’Inter Miami et Palmeiras se qualifient pour les huitièmes de finale. Le match s'est terminé sur un nul 2-2. L'Inter Miami a ouvert le score grâce à Tadeo Allende (16e) et a doublé la mise avec un superbe tir de Luis Suárez (60e). Palmeiras a égalisé en fin de match avec des buts de Paulinho (80e) et Mauricio (87e). Grâce à ce nul, les deux équipes se qualifient et vont défier Paris (pour l’Inter Miami) et Botafogo (pour Palmeiras),.
| 23 juin 2025 | FC Porto | 4 - 4   | Al Ahly SC | | |
| 21h00 EDT    | Rodrigo Mora 23e · William Gomes 50e · ( Gonçalo Borges) · Samu Aghehowa 53e · ( Fábio Vieira) · Pepê 89e · ( Gabri Veiga) | (1 - 2) | 15e Wessam Abou Ali · (Hamdi Fathi ) · 45+2e (pen.) Wessam Abou Ali · (Mohamed Hany ) · 51e Wessam Abou Ali · 64e Mohamed Ali Ben Romdhane · (Achraf Bencharki ) | MetLife Stadium East Rutherford Spectateurs : 39 893 Diffuseur : DAZN Arbitrage : Jesús Valenzuela | MetLife Stadium East Rutherford Spectateurs : 39 893 Diffuseur : DAZN Arbitrage : Jesús Valenzuela |
| 21h00 EDT    | | Rapport | 26e Mohamed Hany · 54e Ahmed Ramadan · 60e Achraf Bencharki · 68e Achraf Dari                                                                                    | MetLife Stadium East Rutherford Spectateurs : 39 893 Diffuseur : DAZN Arbitrage : Jesús Valenzuela | MetLife Stadium East Rutherford Spectateurs : 39 893 Diffuseur : DAZN Arbitrage : Jesús Valenzuela |

Le FC Porto et Al-Ahly se sont quittés sur un match nul spectaculaire (4-4) lors de la dernière journée du groupe A. Malgré un triplé de Wessam Abou Ali et un but de Mohamed Ali Ben Romdhane pour Al-Ahly, Porto a répondu à chaque ouverture du score avec des réalisations de Rodrigo Mora, William Gomes, Samu Aghehowa et un égalisateur tardif de Pepe (89e). Ce match intense n'a pas suffi pour les deux équipes, qui sont éliminées dès le premier tour,.

#### Groupe B
| Rang | Équipe              | Pts | J | G | N | P | Bp | Bc | Diff |
| ---- | ------------------- | --- | - | - | - | - | -- | -- | ---- |
| 1    | Paris Saint-Germain | 6   | 3 | 2 | 0 | 1 | 6  | 1  | +5   |
| 2    | Botafogo FR         | 6   | 3 | 2 | 0 | 1 | 3  | 2  | +1   |
| 3    | Atlético de Madrid  | 6   | 3 | 2 | 0 | 1 | 4  | 5  | -1   |
| 4    | Sounders de Seattle | 0   | 3 | 0 | 0 | 3 | 2  | 7  | -5   |

##### 1rejournée
| 15 juin 2025 | Paris Saint-Germain | 4 - 0   | Atlético de Madrid |                                                                                         |                                                                                         |
| 12h00 PDT    | Fabián Ruiz 19e · ( Khvicha Kvaratskhelia) · Vitinha 45+1e · ( Khvicha Kvaratskhelia) · Senny Mayulu 87e · ( Ibrahim Mbaye) · Lee Kang-in 90+7e (pen.) | (2 - 0) | | Rose Bowl Pasadena Spectateurs : 80 619 Diffuseur : DAZN, TF1 Arbitrage : István Kovács | Rose Bowl Pasadena Spectateurs : 80 619 Diffuseur : DAZN, TF1 Arbitrage : István Kovács |
| 12h00 PDT    | Fabián Ruiz 28e · Marquinhos 62e | Rapport | 21e, 78e Clément Lenglet · 26e Robin Le Normand · 29e Giuliano Simeone · 48e Koke · 63e Ángel Correa · 64e Reinildo Mandava | Rose Bowl Pasadena Spectateurs : 80 619 Diffuseur : DAZN, TF1 Arbitrage : István Kovács | Rose Bowl Pasadena Spectateurs : 80 619 Diffuseur : DAZN, TF1 Arbitrage : István Kovács |

Le Paris Saint-Germain lance parfaitement sa compétition en infligeant une lourde défaite à l’Atlético de Madrid (4-0), grâce à une prestation collective maîtrisée et des buts de Fabian Ruiz, Vitinha, Senny Mayulu et Kang-in Lee. Dominateurs dans le jeu, les Parisiens imposent leur rythme dès les premières minutes, étouffant un Atlético dépassé, notamment après l’expulsion de Clément Lenglet en fin de match. Malgré l’absence d’Ousmane Dembélé, le PSG affiche une grande fluidité offensive et une solidité défensive, affirmant ainsi ses ambitions dans la compétition,.
| 15 juin 2025 | Botafogo FR                                                   | 2 - 1   | Sounders de Seattle                    |                                                                                    |                                                                                    |
| 19h00 PDT    | Jair Cunha 28e · ( Alex Telles) · Igor Jesus 44e · ( Vitinho) | (2 - 0) | 75e Cristian Roldan · (Paul Rothrock ) | Lumen Field Seattle Spectateurs : 30 151 Diffuseur : DAZN Arbitrage : Glenn Nyberg | Lumen Field Seattle Spectateurs : 30 151 Diffuseur : DAZN Arbitrage : Glenn Nyberg |
| 19h00 PDT    | Alexander Barboza 61e · Joaquín Correa 64e                    | Rapport | 27e Nouhou Tolo · 87e Jackson Ragen    | Lumen Field Seattle Spectateurs : 30 151 Diffuseur : DAZN Arbitrage : Glenn Nyberg | Lumen Field Seattle Spectateurs : 30 151 Diffuseur : DAZN Arbitrage : Glenn Nyberg |

Botafogo entame la Coupe du monde des clubs par une victoire difficile mais précieuse contre Seattle (2-1), grâce à des buts de Jair Cunha et Igor Jesus en première période. En seconde mi-temps, le club brésilien résiste aux assauts américains, notamment grâce à plusieurs arrêts décisifs de son gardien John,.

##### 2ejournée
| 19 juin 2025 | Sounders de Seattle | 1 - 3   | Atlético de Madrid                                                                                  |                                                                                         |                                                                                         |
| 15h00 PDT    | Rusnák 50e          | (0 - 1) | 11e Pablo Barrios · (Giuliano Simeone ) · 47e Axel Witsel · (Robin Le Normand ) · 55e Pablo Barrios | Lumen Field Seattle Spectateurs : 51 636 Diffuseur : DAZN Arbitrage : Yael Falcón Pérez | Lumen Field Seattle Spectateurs : 51 636 Diffuseur : DAZN Arbitrage : Yael Falcón Pérez |
| 15h00 PDT    | Paul Rothrock 63e   | Rapport | 42e Rodrigo De Paul · 77e Conor Gallagher                                                           | Lumen Field Seattle Spectateurs : 51 636 Diffuseur : DAZN Arbitrage : Yael Falcón Pérez | Lumen Field Seattle Spectateurs : 51 636 Diffuseur : DAZN Arbitrage : Yael Falcón Pérez |

L’Atlético de Madrid se relance en s’imposant 3-1 contre Seattle, après sa lourde défaite face au PSG. Pablo Barrios est le grand artisan de cette victoire avec un doublé (11e et 55e), tandis qu’Axel Witsel inscrit le deuxième but madrilène juste après la pause. Malgré la réduction du score par Albert Rusnak pour Seattle, les Espagnols gèrent la rencontre et décrochent leurs trois premiers points dans le groupe B, revenant à hauteur du PSG et de Botafogo dans la course à la qualification,.
| 19 juin 2025 | Paris Saint-Germain | 0 - 1   | Botafogo FR                            |                                                                                   |                                                                                   |
| 18h00 PDT    |                     | (0 - 1) | 36e Igor Jesus · (Jefferson Savarino ) | Rose Bowl Pasadena Spectateurs : 53 699 Diffuseur : DAZN Arbitrage : Drew Fischer | Rose Bowl Pasadena Spectateurs : 53 699 Diffuseur : DAZN Arbitrage : Drew Fischer |
| 18h00 PDT    |                     | Rapport | 57e Gregore · 89e Cuiabano             | Rose Bowl Pasadena Spectateurs : 53 699 Diffuseur : DAZN Arbitrage : Drew Fischer | Rose Bowl Pasadena Spectateurs : 53 699 Diffuseur : DAZN Arbitrage : Drew Fischer |

Botafogo réalise un exploit retentissant en battant le PSG 1-0. Sous la houlette de son entraîneur Renato Paiva, le club brésilien montre une organisation défensive solide et une efficacité redoutable. Le seul but de la rencontre survient à la 36e minute, lorsque Igor Jesus profite d'une erreur défensive parisienne pour inscrire un tir dévié qui prend Gianluigi Donnarumma à contre-pied. Grâce à cette victoire, Botafogo prend la tête du groupe B avec six points, tandis que le PSG doit impérativement s’imposer lors de son dernier match de poules contre Seattle pour espérer se qualifier,.

##### 3ejournée
| 23 juin 2025 | Sounders de Seattle | 0 - 2   | Paris Saint-Germain                                                             |                                                                                      |                                                                                      |
| 12h00 PDT    |                     | (0 - 1) | 35e Khvicha Kvaratskhelia · (Vitinha ) · 66e Achraf Hakimi · (Bradley Barcola ) | Lumen Field Seattle Spectateurs : 50 628 Diffuseur : DAZN Arbitrage : Cristián Garay | Lumen Field Seattle Spectateurs : 50 628 Diffuseur : DAZN Arbitrage : Cristián Garay |
| 12h00 PDT    |                     | Rapport | 44e João Neves                                                                  | Lumen Field Seattle Spectateurs : 50 628 Diffuseur : DAZN Arbitrage : Cristián Garay | Lumen Field Seattle Spectateurs : 50 628 Diffuseur : DAZN Arbitrage : Cristián Garay |

Le PSG valide son ticket pour les huitièmes de finale en s’imposant 2-0 face aux Seattle Sounders. Après un début de match timide, les Parisiens ouvrent le score juste avant la mi-temps grâce à un tir dévié de Kvaratskhelia, puis doublent la mise en seconde période sur une contre-attaque conclue par Hakimi, bien servi par Barcola. Avec cette victoire et le revers de Botafogo face à l’Atlético, le PSG termine premier du groupe B et affronte l’Inter Miami de Lionel Messi en huitièmes de finale,.
| 23 juin 2025 | Atlético de Madrid                        | 1 - 0   | Botafogo FR |                                                                                         |                                                                                         |
| 12h00 PDT    | Antoine Griezmann 87e · ( Julián Álvarez) | (0 - 0) |             | Rose Bowl Pasadena Spectateurs : 22 992 Diffuseur : DAZN Arbitrage : César Arturo Ramos | Rose Bowl Pasadena Spectateurs : 22 992 Diffuseur : DAZN Arbitrage : César Arturo Ramos |
| 12h00 PDT    |                                           | Rapport | 90e Gregore | Rose Bowl Pasadena Spectateurs : 22 992 Diffuseur : DAZN Arbitrage : César Arturo Ramos | Rose Bowl Pasadena Spectateurs : 22 992 Diffuseur : DAZN Arbitrage : César Arturo Ramos |

L’Atlético de Madrid est éliminé de la Coupe du monde des clubs malgré sa victoire 1-0 contre Botafogo. Antoine Griezmann marque à la 87e minute, mais cela ne suffit pas : avec trois équipes à six points dans le groupe B (PSG, Botafogo, Atlético), seule la différence de buts les départage, et les Colchoneros terminent troisièmes, derrière le PSG et Botafogo. Malgré leur domination et plusieurs occasions franches, les Madrilènes ne parviennent à inscrire qu’un seul but et se heurtent à des décisions arbitrales controversées, notamment deux penalties refusés, vivement critiqués par Diego Simeone et son fils Giuliano. Cette élimination marque un nouveau revers pour Simeone, dont l’équipe quitte la compétition avec six points mais une différence de buts insuffisante, notamment plombée par la lourde défaite face au PSG (0-4),.

#### Groupe C
| Rang | Équipe           | Pts | J | G | N | P | Bp | Bc | Diff |
| ---- | ---------------- | --- | - | - | - | - | -- | -- | ---- |
| 1    | Benfica Lisbonne | 7   | 3 | 2 | 1 | 0 | 9  | 2  | +7   |
| 2    | Bayern Munich    | 6   | 3 | 2 | 0 | 1 | 12 | 2  | +10  |
| 3    | Boca Juniors     | 2   | 3 | 0 | 2 | 1 | 4  | 5  | -1   |
| 4    | Auckland City    | 1   | 3 | 0 | 1 | 2 | 1  | 17 | -16  |

##### 1rejournée
| 15 juin 2025 | Bayern Munich | 10 - 0  | Auckland City |                                                                                  |                                                                                  |
| 12h00 EDT    | Kingsley Coman 6e · ( Jonathan Tah) · Sacha Boey 18e · ( Kingsley Coman) · Michael Olise 20e · Kingsley Coman 21e · ( Michael Olise) · Thomas Müller 45e · ( Michael Olise) · Michael Olise 45+3e · ( Sacha Boey) · Jamal Musiala 67e · ( Thomas Müller) · Jamal Musiala 73e (pen.) · Jamal Musiala 84e · Thomas Müller 89e · ( Serge Gnabry) | (6 - 0) |               | TQL Stadium Cincinnati Spectateurs : 21 152 Diffuseur : DAZN Arbitrage : Issa Sy | TQL Stadium Cincinnati Spectateurs : 21 152 Diffuseur : DAZN Arbitrage : Issa Sy |
| 12h00 EDT    | Rapport |         |               | TQL Stadium Cincinnati Spectateurs : 21 152 Diffuseur : DAZN Arbitrage : Issa Sy | TQL Stadium Cincinnati Spectateurs : 21 152 Diffuseur : DAZN Arbitrage : Issa Sy |

Le Bayern Munich débute sa Coupe du monde des clubs en infligeant une défaite historique 10-0 à Auckland City, le club amateur néo-zélandais. Dès la 6e minute, Kingsley Coman ouvre le score sur corner. Les Bavarois dominent la rencontre avec des buts de Sacha Boey, Michael Olise, Thomas Müller, et un triplé de Jamal Musiala, qui fait son retour après une blessure. Les quatre Français alignés — Boey, Olise, Coman et Musiala — se distinguent par leurs performances décisives,,.
| 16 juin 2025 | Boca Juniors                                                                   | 2 - 2   | Benfica Lisbonne                                                    | | |
| 18h00 EDT    | Miguel Merentiel 21e · Rodrigo Battaglia 27e · ( Ayrton Costa)                 | (2 - 1) | 45+3e (pen.) Ángel Di María · 84e Nicolás Otamendi · (Orkun Kökçü ) | Hard Rock Stadium Miami Gardens Spectateurs : 55 574 Diffuseur : DAZN Arbitrage : César Arturo Ramos | Hard Rock Stadium Miami Gardens Spectateurs : 55 574 Diffuseur : DAZN Arbitrage : César Arturo Ramos |
| 18h00 EDT    | Ander Herrera 45e · Carlos Palacios 65e · Ayrton Costa 85e · Nicolás Figal 88e | Rapport | 68e Álvaro Carreras · 72e Andrea Belotti · 83e Vangélis Pavlídis    | Hard Rock Stadium Miami Gardens Spectateurs : 55 574 Diffuseur : DAZN Arbitrage : César Arturo Ramos | Hard Rock Stadium Miami Gardens Spectateurs : 55 574 Diffuseur : DAZN Arbitrage : César Arturo Ramos |

Le match entre Boca Juniors et Benfica se termine sur un score de 2-2 dans une ambiance électrique avec plus de 55 000 spectateurs, dont une majorité de supporters argentins. Boca ouvre le score grâce à Miguel Merentiel et Rodrigo Battaglia, mais Benfica égalise avec un penalty d’Ángel Di María et un but de Nicolás Otamendi. La rencontre est marquée par trois expulsions,.

##### 2ejournée
| 20 juin 2025 | Benfica Lisbonne | 6 - 0   | Auckland City |                                                                                               |                                                                                               |
| 12h00 EDT    | Ángel Di María 45+8e (pen.) · Vangélis Pavlídis 53e · ( Orkun Kökçü) · Renato Sanches 62e · ( Nicolás Otamendi) · Leandro Barreiro 76e · ( Vangélis Pavlídis) · Leandro Barreiro 78e · ( Tiago Gouveia) · Ángel Di María 90+8e (pen.) | (1 - 0) |               | Inter&Co Stadium Orlando Spectateurs : 6 730 Diffuseur : DAZN Arbitrage : Salman Ahmad Falahi | Inter&Co Stadium Orlando Spectateurs : 6 730 Diffuseur : DAZN Arbitrage : Salman Ahmad Falahi |
| 12h00 EDT    | Álvaro Carreras 45+4e · Orkun Kökçü 48e · Adrian Bajrami 87e | Rapport |               | Inter&Co Stadium Orlando Spectateurs : 6 730 Diffuseur : DAZN Arbitrage : Salman Ahmad Falahi | Inter&Co Stadium Orlando Spectateurs : 6 730 Diffuseur : DAZN Arbitrage : Salman Ahmad Falahi |

Benfica écrase Auckland City 6-0, après une interruption de plus de deux heures causée par les intempéries. Le match commence à 18h, mais la seconde période ne reprend qu'à 21h20 et se termine à 22h13. Après une première mi-temps sans but, Angel Di María ouvre le score sur penalty à la 45e+8. En seconde période, Vangelis Pavlidis, Renato Sanches, Leandro Barreiro, qui signe un doublé, ainsi que Di María, de nouveau sur penalty, creusent l’écart. Grâce à cette victoire, Benfica prend la tête du groupe C avec 4 points, en attendant la rencontre entre le Bayern Munich et Boca Juniors,,.
| 20 juin 2025 | Bayern Munich                                                          | 2 - 1   | Boca Juniors                              |                                                                                                   |                                                                                                   |
| 21h00 EDT    | Harry Kane 18e · ( Kingsley Coman) · Michael Olise 84e · ( Harry Kane) | (1 - 0) | 66e Miguel Merentiel · (Alan Velasco )    | Hard Rock Stadium Miami Gardens Spectateurs : 63 587 Diffuseur : DAZN Arbitrage : Alireza Faghani | Hard Rock Stadium Miami Gardens Spectateurs : 63 587 Diffuseur : DAZN Arbitrage : Alireza Faghani |
| 21h00 EDT    | Leon Goretzka 45e                                                      | Rapport | 36e Luis Advíncula · 71e Lautaro Di Lollo | Hard Rock Stadium Miami Gardens Spectateurs : 63 587 Diffuseur : DAZN Arbitrage : Alireza Faghani | Hard Rock Stadium Miami Gardens Spectateurs : 63 587 Diffuseur : DAZN Arbitrage : Alireza Faghani |

Le Bayern Munich remporte une victoire décisive 2-1 contre Boca Juniors, assurant ainsi sa qualification pour les huitièmes de finale. Harry Kane ouvre le score à la 18e minute, et après l'égalisation de Miguel Merentiel pour Boca, Michael Olise inscrit le but de la victoire à la 84e minute. Cette performance permet au Bayern de prendre la tête du groupe C avec six points, devant Benfica. Boca, avec un point, doit impérativement s'imposer contre Auckland City lors de son dernier match pour espérer se qualifier,.

##### 3ejournée
| 24 juin 2025 | Benfica Lisbonne                                              | 1 - 0   | Bayern Munich | | |
| 15h00 EDT    | Andreas Schjelderup 13e · ( Fredrik Aursnes)                  | (1 - 0) |               | Bank of America Stadium Charlotte Spectateurs : 33 287 Diffuseur : DAZN Arbitrage : François Letexier | Bank of America Stadium Charlotte Spectateurs : 33 287 Diffuseur : DAZN Arbitrage : François Letexier |
| 15h00 EDT    | Renato Sanches 19e · Nicolás Otamendi 46e · Tiago Gouveia 89e | Rapport |               | Bank of America Stadium Charlotte Spectateurs : 33 287 Diffuseur : DAZN Arbitrage : François Letexier | Bank of America Stadium Charlotte Spectateurs : 33 287 Diffuseur : DAZN Arbitrage : François Letexier |

Benfica bat le Bayern Munich 1-0 lors du dernier match du groupe C, grâce à un but d’Andreas Schjelderup à la 13e minute. Cette victoire, première officielle contre le Bayern, permet à Benfica de terminer en tête du groupe avec 7 points. Le Bayern, déjà qualifié, a joué avec une équipe remaniée et affrontera Flamengo en huitièmes. Benfica rencontrera Chelsea ou l’Espérance de Tunis au prochain tour,.
| 24 juin 2025 | Auckland City      | 1 - 1   | Boca Juniors            |                                                                                      |                                                                                      |
| 14h00 CDT    | Christian Gray 52e | (0 - 1) | 26e (csc) Nathan Garrow | Geodis Park Nashville Spectateurs : 16 899 Diffuseur : DAZN Arbitrage : Glenn Nyberg | Geodis Park Nashville Spectateurs : 16 899 Diffuseur : DAZN Arbitrage : Glenn Nyberg |
| 14h00 CDT    | Rapport            |         |                         | Geodis Park Nashville Spectateurs : 16 899 Diffuseur : DAZN Arbitrage : Glenn Nyberg | Geodis Park Nashville Spectateurs : 16 899 Diffuseur : DAZN Arbitrage : Glenn Nyberg |

Auckland City a inscrit son premier but et obtenu son premier point en Coupe du monde des clubs en obtenant un match nul 1-1 contre Boca Juniors. Après des défaites sévères contre le Bayern Munich (10-0) et Benfica (6-0), l’équipe néo-zélandaise a montré des progrès notables. Christian Gray, défenseur central de 28 ans et professeur d'éducation physique, a marqué à la 52e minute sur un corner, égalisant ainsi l’ouverture du score de Boca, qui était due à un but contre son camp du gardien Nathan Garrow. Ce résultat a été salué comme une performance héroïque, mettant en lumière l'esprit combatif d'une équipe composée principalement d'amateurs,.

#### Groupe D
| Rang | Équipe         | Pts | J | G | N | P | Bp | Bc | Diff |
| ---- | -------------- | --- | - | - | - | - | -- | -- | ---- |
| 1    | CR Flamengo    | 7   | 3 | 2 | 1 | 0 | 6  | 2  | +4   |
| 2    | Chelsea FC     | 6   | 3 | 2 | 0 | 1 | 6  | 3  | +3   |
| 3    | ES Tunis       | 3   | 3 | 1 | 0 | 2 | 1  | 5  | -4   |
| 4    | Los Angeles FC | 1   | 3 | 0 | 1 | 2 | 1  | 4  | -3   |

##### 1rejournée
| 16 juin 2025 | Chelsea FC                                                               | 2 - 0   | Los Angeles FC     |                                                                                                  |                                                                                                  |
| 15h00 EDT    | Pedro Neto 34e · ( Nicolas Jackson) · Enzo Fernández 79e · ( Liam Delap) | (1 - 0) |                    | Mercedes-Benz Stadium Atlanta Spectateurs : 22 137 Diffuseur : DAZN Arbitrage : Jesús Valenzuela | Mercedes-Benz Stadium Atlanta Spectateurs : 22 137 Diffuseur : DAZN Arbitrage : Jesús Valenzuela |
| 15h00 EDT    | Reece James 36e · Tosin Adarabioyo 45e · Marc Cucurella 75e              | Rapport | 58e David Martínez | Mercedes-Benz Stadium Atlanta Spectateurs : 22 137 Diffuseur : DAZN Arbitrage : Jesús Valenzuela | Mercedes-Benz Stadium Atlanta Spectateurs : 22 137 Diffuseur : DAZN Arbitrage : Jesús Valenzuela |

| 16 juin 2025 | CR Flamengo                                                                 | 2 - 0   | ES Tunis                                                                            | | |
| 21h00 EDT    | Giorgian de Arrascaeta 17e · ( Luiz Araújo) · Luiz Araújo 70e · ( Jorginho) | (1 - 0) |                                                                                     | Lincoln Financial Field Philadelphie Spectateurs : 25 797 Diffuseur : DAZN Arbitrage : Danny Makkelie | Lincoln Financial Field Philadelphie Spectateurs : 25 797 Diffuseur : DAZN Arbitrage : Danny Makkelie |
| 21h00 EDT    | Bruno Henrique 84e                                                          | Rapport | 25e Mohamed Ben Ali · 38e Youcef Belaïli · 64e Khalil Guenichi · 69e Mohamed Tougaï | Lincoln Financial Field Philadelphie Spectateurs : 25 797 Diffuseur : DAZN Arbitrage : Danny Makkelie | Lincoln Financial Field Philadelphie Spectateurs : 25 797 Diffuseur : DAZN Arbitrage : Danny Makkelie |

##### 2ejournée
| 20 juin 2025 | CR Flamengo                                                                                                 | 3 - 1   | Chelsea FC                                                                   | | |
| 14h00 EDT    | Bruno Henrique 62e · ( Gonzalo Plata) · Danilo 65e · ( Bruno Henrique) · Wallace Yan 83e · ( Gonzalo Plata) | (0 - 1) | Pedro Neto 13e                                                               | Lincoln Financial Field Philadelphie Spectateurs : 54 619 Diffuseur : DAZN Arbitrage : Iván Barton | Lincoln Financial Field Philadelphie Spectateurs : 54 619 Diffuseur : DAZN Arbitrage : Iván Barton |
| 14h00 EDT    | Gerson 74e · Erick Pulgar 85e · Gonzalo Plata 90+2e                                                         | Rapport | 11e Moisés Caicedo · 23e Pedro Neto · 45+2e Liam Delap · 68e Nicolas Jackson | Lincoln Financial Field Philadelphie Spectateurs : 54 619 Diffuseur : DAZN Arbitrage : Iván Barton | Lincoln Financial Field Philadelphie Spectateurs : 54 619 Diffuseur : DAZN Arbitrage : Iván Barton |

| 20 juin 2025 | Los Angeles FC      | 0 - 1   | ES Tunis                           |                                                                                     |                                                                                     |
| 17h00 CDT    |                     | (0 - 0) | 70e Youcef Belaïli                 | Geodis Park Nashville Spectateurs : 13 651 Diffuseur : DAZN Arbitrage : Espen Eskås | Geodis Park Nashville Spectateurs : 13 651 Diffuseur : DAZN Arbitrage : Espen Eskås |
| 17h00 CDT    | Timothy Tillman 23e | Rapport | 53e Youcef Belaïli · 64e Yan Sasse | Geodis Park Nashville Spectateurs : 13 651 Diffuseur : DAZN Arbitrage : Espen Eskås | Geodis Park Nashville Spectateurs : 13 651 Diffuseur : DAZN Arbitrage : Espen Eskås |

##### 3ejournée
| 24 juin 2025 | Los Angeles FC                         | 1 - 1   | CR Flamengo                   |                                                                                               |                                                                                               |
| 21h00 EDT    | Denis Bouanga 84e · ( Timothy Tillman) | (0 - 0) | 86e Wallace Yan · (Jorginho ) | Camping World Stadium Orlando Spectateurs : 32 933 Diffuseur : DAZN Arbitrage : Salman Falahi | Camping World Stadium Orlando Spectateurs : 32 933 Diffuseur : DAZN Arbitrage : Salman Falahi |
| 21h00 EDT    | Igor Jesus 45e · Mark Delgado 75e      | Rapport |                               | Camping World Stadium Orlando Spectateurs : 32 933 Diffuseur : DAZN Arbitrage : Salman Falahi | Camping World Stadium Orlando Spectateurs : 32 933 Diffuseur : DAZN Arbitrage : Salman Falahi |

| 24 juin 2025 | ES Tunis                                                           | 0 - 3   | Chelsea FC | | |
| 21h00 EDT    |                                                                    | (0 - 2) | 45+3e Tosin Adarabioyo · (Enzo Fernández ) · 45+5e Liam Delap · (Enzo Fernández ) · 90+7e Tyrique George · (Andrey Santos ) | Lincoln Financial Field Philadelphie Spectateurs : 32 967 Diffuseur : DAZN Arbitrage : Yael Falcón Pérez | Lincoln Financial Field Philadelphie Spectateurs : 32 967 Diffuseur : DAZN Arbitrage : Yael Falcón Pérez |
| 21h00 EDT    | Mohamed Wael Derbali 87e · Onuche Ogbelu 90e · Mohamed Ben Ali 90e | Rapport | | Lincoln Financial Field Philadelphie Spectateurs : 32 967 Diffuseur : DAZN Arbitrage : Yael Falcón Pérez | Lincoln Financial Field Philadelphie Spectateurs : 32 967 Diffuseur : DAZN Arbitrage : Yael Falcón Pérez |

#### Groupe E
| Rang | Équipe             | Pts | J | G | N | P | Bp | Bc | Diff |
| ---- | ------------------ | --- | - | - | - | - | -- | -- | ---- |
| 1    | Inter Milan        | 7   | 3 | 2 | 1 | 0 | 5  | 2  | +3   |
| 2    | CF Monterrey       | 5   | 3 | 1 | 2 | 0 | 5  | 1  | +4   |
| 3    | River Plate        | 4   | 3 | 1 | 1 | 1 | 3  | 3  | 0    |
| 4    | Urawa Red Diamonds | 0   | 3 | 0 | 0 | 3 | 2  | 9  | -7   |

##### 1rejournée
| 17 juin 2025 | River Plate                                                                                            | 3 - 1   | Urawa Red Diamonds                        |                                                                                    |                                                                                    |
| 12h00 PDT    | Facundo Colidio 12e · ( Marcos Acuña) · Sebastián Driussi 48e · Maximiliano Meza 73e · ( Marcos Acuña) | (1 - 0) | 58e (pen.) Yusuke Matsuo                  | Lumen Field Seattle Spectateurs : 11 974 Diffuseur : DAZN Arbitrage : Felix Zwayer | Lumen Field Seattle Spectateurs : 11 974 Diffuseur : DAZN Arbitrage : Felix Zwayer |
| 12h00 PDT    | Enzo Pérez 24e · Marcos Acuña 58e · Germán Pezzella 60e · Giuliano Galoppo 90+2e                       | Rapport | 34e Samuel Gustafson · 87e Ryōma Watanabe | Lumen Field Seattle Spectateurs : 11 974 Diffuseur : DAZN Arbitrage : Felix Zwayer | Lumen Field Seattle Spectateurs : 11 974 Diffuseur : DAZN Arbitrage : Felix Zwayer |

| 17 juin 2025 | CF Monterrey                        | 1 - 1   | Inter Milan                                                        |                                                                                     |                                                                                     |
| 18h00 PDT    | Sergio Ramos 25e · ( Óliver Torres) | (1 - 1) | 42e Lautaro Martínez · (Carlos Augusto )                           | Rose Bowl Pasadena Spectateurs : 40 311 Diffuseur : DAZN Arbitrage : Wilton Sampaio | Rose Bowl Pasadena Spectateurs : 40 311 Diffuseur : DAZN Arbitrage : Wilton Sampaio |
| 18h00 PDT    | Jorge Rodríguez 45e                 | Rapport | 61e Kristjan Asllani · 89e Nicolò Barella · 90+6e Lautaro Martínez | Rose Bowl Pasadena Spectateurs : 40 311 Diffuseur : DAZN Arbitrage : Wilton Sampaio | Rose Bowl Pasadena Spectateurs : 40 311 Diffuseur : DAZN Arbitrage : Wilton Sampaio |

##### 2ejournée
| 21 juin 2025 | River Plate                                                                           | 0 - 0   | CF Monterrey                                                                                          |                                                                                     |                                                                                     |
| 18h00 PDT    |                                                                                       | (0 - 0) | | Rose Bowl, Pasadena Spectateurs : 57 393 Diffuseur : DAZN Arbitrage : Slavko Vinčić | Rose Bowl, Pasadena Spectateurs : 57 393 Diffuseur : DAZN Arbitrage : Slavko Vinčić |
| 18h00 PDT    | Enzo Pérez 17e · Kevin Castaño 28e, 90e · Giuliano Galoppo 56e · Maximiliano Meza 63e | Rapport | 19e Jorge Rodríguez · 66e Stefan Medina · 90e Érick Aguirre · 90e Fidel Ambríz · 90e Alfonso Alvarado | Rose Bowl, Pasadena Spectateurs : 57 393 Diffuseur : DAZN Arbitrage : Slavko Vinčić | Rose Bowl, Pasadena Spectateurs : 57 393 Diffuseur : DAZN Arbitrage : Slavko Vinčić |

| 21 juin 2025 | Inter Milan                                                                                   | 2 - 1   | Urawa Red Diamonds                                               |                                                                                   |                                                                                   |
| 12h00 PDT    | Lautaro Martínez 78e · ( Francesco Pio Esposito) · Valentín Carboni 90+2e · ( Nicolò Barella) | (0 - 1) | 11e Ryōma Watanabe · (Takuro Kaneko )                            | Lumen Field Seattle Spectateurs : 25 090 Diffuseur : DAZN Arbitrage : Dahane Beid | Lumen Field Seattle Spectateurs : 25 090 Diffuseur : DAZN Arbitrage : Dahane Beid |
| 12h00 PDT    |                                                                                               | Rapport | 61e Shūsaku Nishikawa · 67e Takahiro Sekine · 80e Thiago Santana | Lumen Field Seattle Spectateurs : 25 090 Diffuseur : DAZN Arbitrage : Dahane Beid | Lumen Field Seattle Spectateurs : 25 090 Diffuseur : DAZN Arbitrage : Dahane Beid |

##### 3ejournée
| 25 juin 2025 | Inter Milan                                                                                 | 2 - 0   | River Plate                                                                                                 |                                                                                       |                                                                                       |
| 18h00 PDT    | Francesco Pio Esposito 72e · ( Petar Sučić) · Alessandro Bastoni 90+3e                      | (0 - 0) | | Lumen Field Seattle Spectateurs : 45 135 Diffuseur : DAZN Arbitrage : Ilgiz Tantashev | Lumen Field Seattle Spectateurs : 45 135 Diffuseur : DAZN Arbitrage : Ilgiz Tantashev |
| 18h00 PDT    | Alessandro Bastoni 31e · Carlos Augusto 77e · Sebastiano Esposito 85e · Denzel Dumfries 90e | Rapport | 90e Gonzalo Montiel · 66e Lucas Martínez Quarta · 77e Manuel Lanzini · 87e Paulo Díaz · 88e Germán Pezzella | Lumen Field Seattle Spectateurs : 45 135 Diffuseur : DAZN Arbitrage : Ilgiz Tantashev | Lumen Field Seattle Spectateurs : 45 135 Diffuseur : DAZN Arbitrage : Ilgiz Tantashev |

| 25 juin 2025 | Urawa Red Diamonds | 0 - 4   | CF Monterrey |                                                                                   |                                                                                   |
| 18h00 PDT    |                    | (0 - 3) | 30e Nelson Deossa · (Fidel Ambríz ) · 34e Germán Berterame · (Alfonso Alvarado ) · 39e Jesús Manuel Corona · (Óliver Torres ) · 90+7e Germán Berterame | Rose Bowl Pasadena Spectateurs : 14 312 Diffuseur : DAZN Arbitrage : Felix Zwayer | Rose Bowl Pasadena Spectateurs : 14 312 Diffuseur : DAZN Arbitrage : Felix Zwayer |
| 18h00 PDT    | Rapport            |         | | Rose Bowl Pasadena Spectateurs : 14 312 Diffuseur : DAZN Arbitrage : Felix Zwayer | Rose Bowl Pasadena Spectateurs : 14 312 Diffuseur : DAZN Arbitrage : Felix Zwayer |

#### Groupe F
| Rang | Équipe            | Pts | J | G | N | P | Bp | Bc | Diff |
| ---- | ----------------- | --- | - | - | - | - | -- | -- | ---- |
| 1    | Borussia Dortmund | 7   | 3 | 2 | 1 | 0 | 5  | 3  | +2   |
| 2    | Fluminense FC     | 5   | 3 | 1 | 2 | 0 | 4  | 2  | +2   |
| 3    | Mamelodi Sundowns | 4   | 3 | 1 | 1 | 1 | 4  | 4  | 0    |
| 4    | Ulsan HD          | 0   | 3 | 0 | 0 | 3 | 2  | 6  | -4   |

##### 1rejournée
| 17 juin 2025 | Fluminense FC                      | 0 - 0   | Borussia Dortmund                    |                                                                                                   |                                                                                                   |
| 12h00 EDT    |                                    | (0 - 0) |                                      | MetLife Stadium East Rutherford Spectateurs : 29 755 Diffuseur : DAZN Arbitrage : Ilgiz Tantashev | MetLife Stadium East Rutherford Spectateurs : 29 755 Diffuseur : DAZN Arbitrage : Ilgiz Tantashev |
| 12h00 EDT    | Matheus Martinelli 9e · Nonato 81e | Rapport | 2e Ramy Bensebaini · 90+4e Yan Couto | MetLife Stadium East Rutherford Spectateurs : 29 755 Diffuseur : DAZN Arbitrage : Ilgiz Tantashev | MetLife Stadium East Rutherford Spectateurs : 29 755 Diffuseur : DAZN Arbitrage : Ilgiz Tantashev |

| 17 juin 2025 | Ulsan HD            | 0 - 1   | Mamelodi Sundowns                     |                                                                                          |                                                                                          |
| 18h00 EDT    |                     | (0 - 1) | 36e Iqraam Rayners · (Lucas Ribeiro ) | Inter&Co Stadium Orlando Spectateurs : 3 412 Diffuseur : DAZN Arbitrage : Clément Turpin | Inter&Co Stadium Orlando Spectateurs : 3 412 Diffuseur : DAZN Arbitrage : Clément Turpin |
| 18h00 EDT    | Darijan Bojanić 55e | Rapport | 86e Teboho Mokoena                    | Inter&Co Stadium Orlando Spectateurs : 3 412 Diffuseur : DAZN Arbitrage : Clément Turpin | Inter&Co Stadium Orlando Spectateurs : 3 412 Diffuseur : DAZN Arbitrage : Clément Turpin |

##### 2ejournée
| 21 juin 2025 | Fluminense FC                                                                                      | 4 - 2   | Ulsan HD                                                                |                                                                                                  |                                                                                                  |
| 18h00 EDT    | Jhon Arias 27e · Nonato 66e · Juan Pablo Freytes 83e · ( Germán Cano) · Keno 90+2e · ( Jhon Arias) | (1 - 2) | 37e Lee Jin-hyun · (Um Won-sang ) · 45+3e Um Won-sang · (Lee Jin-hyun ) | MetLife Stadium East Rutherford Spectateurs : 29 321 Diffuseur : DAZN Arbitrage : Michael Oliver | MetLife Stadium East Rutherford Spectateurs : 29 321 Diffuseur : DAZN Arbitrage : Michael Oliver |
| 18h00 EDT    | Keno 90e                                                                                           | Rapport |                                                                         | MetLife Stadium East Rutherford Spectateurs : 29 321 Diffuseur : DAZN Arbitrage : Michael Oliver | MetLife Stadium East Rutherford Spectateurs : 29 321 Diffuseur : DAZN Arbitrage : Michael Oliver |

| 21 juin 2025 | Mamelodi Sundowns                                                                                       | 3 - 4   | Borussia Dortmund                                                                                         |                                                                                               |                                                                                               |
| 12h00 EDT    | Lucas Ribeiro 11e · ( Tashreeq Matthews) · Iqraam Rayners 62e · Lebo Mothiba 90e · ( Kutlwano Letlhaku) | (1 - 3) | 16e Felix Nmecha · 34e Serhou Guirassy · (Julian Brandt ) · 45e Jobe Bellingham · 59e (csc) Khuliso Mudau | TQL Stadium Cincinnati Spectateurs : 14 006 Diffuseur : DAZN Arbitrage : Juan Gabriel Benítez | TQL Stadium Cincinnati Spectateurs : 14 006 Diffuseur : DAZN Arbitrage : Juan Gabriel Benítez |
| 12h00 EDT    | Tashreeq Matthews 66e · Marcelo Allende 90e                                                             | Rapport | 64e Maximilian Beier · 85e Carney Chukwuemeka                                                             | TQL Stadium Cincinnati Spectateurs : 14 006 Diffuseur : DAZN Arbitrage : Juan Gabriel Benítez | TQL Stadium Cincinnati Spectateurs : 14 006 Diffuseur : DAZN Arbitrage : Juan Gabriel Benítez |

##### 3ejournée
| 25 juin 2025 | Mamelodi Sundowns                          | 0 - 0   | Fluminense FC                                  |                                                                                                  |                                                                                                  |
| 15h00 EDT    |                                            | (0 - 0) |                                                | Hard Rock Stadium Miami Gardens Spectateurs : 14 312 Diffuseur : DAZN Arbitrage : Anthony Taylor | Hard Rock Stadium Miami Gardens Spectateurs : 14 312 Diffuseur : DAZN Arbitrage : Anthony Taylor |
| 15h00 EDT    | Teboho Mokoena 10e · Kutlwano Letlhaku 90e | Rapport | 88e Jhon Arias · 89e Facundo Bernal · 90e Renê | Hard Rock Stadium Miami Gardens Spectateurs : 14 312 Diffuseur : DAZN Arbitrage : Anthony Taylor | Hard Rock Stadium Miami Gardens Spectateurs : 14 312 Diffuseur : DAZN Arbitrage : Anthony Taylor |

| 25 juin 2025 | Borussia Dortmund                        | 1 - 0   | Ulsan HD                              |                                                                                    |                                                                                    |
| 15h00 EDT    | Daniel Svensson 36e · ( Jobe Bellingham) | (1 - 0) |                                       | TQL Stadium Cincinnati Spectateurs : 8 239 Diffuseur : DAZN Arbitrage : Tori Penso | TQL Stadium Cincinnati Spectateurs : 8 239 Diffuseur : DAZN Arbitrage : Tori Penso |
| 15h00 EDT    | Jobe Bellingham 28e · Felix Nmecha 53e   | Rapport | 17e Kim Min-hyeok · 54e Kang Sang-woo | TQL Stadium Cincinnati Spectateurs : 8 239 Diffuseur : DAZN Arbitrage : Tori Penso | TQL Stadium Cincinnati Spectateurs : 8 239 Diffuseur : DAZN Arbitrage : Tori Penso |

#### Groupe G
| Rang | Équipe          | Pts | J | G | N | P | Bp | Bc | Diff |
| ---- | --------------- | --- | - | - | - | - | -- | -- | ---- |
| 1    | Manchester City | 9   | 3 | 3 | 0 | 0 | 13 | 2  | +11  |
| 2    | Juventus FC     | 6   | 3 | 2 | 0 | 1 | 11 | 6  | +5   |
| 3    | Al-Aïn FC       | 3   | 3 | 1 | 0 | 2 | 2  | 12 | -10  |
| 4    | Wydad AC        | 0   | 3 | 0 | 0 | 3 | 2  | 8  | -6   |

##### 1rejournée
| 18 juin 2025 | Manchester City                                 | 2 - 0   | Wydad AC            | | |
| 12h00 EDT    | Phil Foden 2e · Jérémy Doku 42e · ( Phil Foden) | (2 - 0) |                     | Lincoln Financial Field Philadelphie Spectateurs : 37 446 Diffuseur : DAZN Arbitrage : Ramon Abatti | Lincoln Financial Field Philadelphie Spectateurs : 37 446 Diffuseur : DAZN Arbitrage : Ramon Abatti |
| 12h00 EDT    | Rico Lewis 88e                                  | Rapport | 88e Cassius Mailula | Lincoln Financial Field Philadelphie Spectateurs : 37 446 Diffuseur : DAZN Arbitrage : Ramon Abatti | Lincoln Financial Field Philadelphie Spectateurs : 37 446 Diffuseur : DAZN Arbitrage : Ramon Abatti |

| 18 juin 2025 | Al-Aïn FC                 | 0 - 5   | Juventus FC |                                                                                    |                                                                                    |
| 21h00 EDT    |                           | (0 - 4) | 11e Randal Kolo Muani · (Alberto Costa ) · 21e Francisco Conceição · (Alberto Costa ) · 31e Kenan Yıldız · (Khéphren Thuram ) · 45+4e Randal Kolo Muani · (Khéphren Thuram ) · 58e Francisco Conceição · (Pierre Kalulu ) | Audi Field Washington Spectateurs : 18 161 Diffuseur : DAZN Arbitrage : Tori Penso | Audi Field Washington Spectateurs : 18 161 Diffuseur : DAZN Arbitrage : Tori Penso |
| 21h00 EDT    | Abdoul Karim Traore 90+3e | Rapport | 5e Weston McKennie · 16e Andrea Cambiaso · 61e Francisco Conceição · 82e Federico Gatti | Audi Field Washington Spectateurs : 18 161 Diffuseur : DAZN Arbitrage : Tori Penso | Audi Field Washington Spectateurs : 18 161 Diffuseur : DAZN Arbitrage : Tori Penso |

##### 2ejournée
| 22 juin 2025 | Juventus FC | 4 - 1   | Wydad AC                                  | | |
| 12h00 EDT    | Abdelmounaim Boutouil 6e (csc) · Kenan Yıldız 16e · ( Andrea Cambiaso) · Kenan Yıldız 69e · ( Randal Kolo Muani) · Dušan Vlahović 90+4e (pen.) | (2 - 1) | 25e Thembinkosi Lorch · ( Nordin Amrabat) | Lincoln Financial Field Philadelphie Spectateurs : 31 975 Diffuseur : DAZN Arbitrage : Héctor Martínez | Lincoln Financial Field Philadelphie Spectateurs : 31 975 Diffuseur : DAZN Arbitrage : Héctor Martínez |
| 12h00 EDT    | Khéphren Thuram 77e | Rapport | 23e Bart Meijers · 51e Guilherme Ferreira | Lincoln Financial Field Philadelphie Spectateurs : 31 975 Diffuseur : DAZN Arbitrage : Héctor Martínez | Lincoln Financial Field Philadelphie Spectateurs : 31 975 Diffuseur : DAZN Arbitrage : Héctor Martínez |

| 22 juin 2025 | Manchester City | 6 - 0   | Al-Aïn FC                           |                                                                                                  |                                                                                                  |
| 21h00 EDT    | İlkay Gündoğan 8e · Claudio Echeverri 27e · Erling Haaland 45+5e (pen.) · İlkay Gündoğan 73e · ( Bernardo Silva) · Oscar Bobb 84e · ( Rodri) · Rayan Cherki 89e · ( Erling Haaland) | (3 - 0) |                                     | Mercedes-Benz Stadium Atlanta Spectateurs : 40 392 Diffuseur : DAZN Arbitrage : Mustapha Ghorbal | Mercedes-Benz Stadium Atlanta Spectateurs : 40 392 Diffuseur : DAZN Arbitrage : Mustapha Ghorbal |
| 21h00 EDT    | Rayan Aït-Nouri 45e · Abdukodir Khusanov 58e | Rapport | 25e Facundo Zabala · 45e Rami Rabia | Mercedes-Benz Stadium Atlanta Spectateurs : 40 392 Diffuseur : DAZN Arbitrage : Mustapha Ghorbal | Mercedes-Benz Stadium Atlanta Spectateurs : 40 392 Diffuseur : DAZN Arbitrage : Mustapha Ghorbal |

##### 3ejournée
| 26 juin 2025 | Juventus FC                                                 | 2 - 5   | Manchester City |                                                                                                |                                                                                                |
| 15h00 EDT    | Teun Koopmeiners 11e · Dušan Vlahović 84e · ( Kenan Yıldız) | (1 - 2) | 9e Jérémy Doku · (Rayan Aït-Nouri ) · 26e (csc) Pierre Kalulu · 52e Erling Haaland · (Matheus Nunes ) · 69e Phil Foden · (Savinho ) · 75e Savinho | Camping World Stadium Orlando Spectateurs : 54 320 Diffuseur : DAZN Arbitrage : Clément Turpin | Camping World Stadium Orlando Spectateurs : 54 320 Diffuseur : DAZN Arbitrage : Clément Turpin |
| 15h00 EDT    | Pierre Kalulu 64e                                           | Rapport | | Camping World Stadium Orlando Spectateurs : 54 320 Diffuseur : DAZN Arbitrage : Clément Turpin | Camping World Stadium Orlando Spectateurs : 54 320 Diffuseur : DAZN Arbitrage : Clément Turpin |

| 26 juin 2025 | Wydad AC                                                       | 1 - 2   | Al-Aïn FC                                                      |                                                                                      |                                                                                      |
| 15h00 EDT    | Cassius Mailula 4e · ( Mohamed Moufid)                         | (1 - 1) | 45+1e (pen.) Kodjo Fo Doh Laba · 50e Kaku · (Matías Palacios ) | Audi Field Washington Spectateurs : 10 785 Diffuseur : DAZN Arbitrage : Drew Fischer | Audi Field Washington Spectateurs : 10 785 Diffuseur : DAZN Arbitrage : Drew Fischer |
| 15h00 EDT    | Selemani Mwalimu 68e · Nordin Amrabat 83e · Ismael Benktib 90e | Rapport | 10e Matías Palacios · 45e Abdoul Karim Traoré                  | Audi Field Washington Spectateurs : 10 785 Diffuseur : DAZN Arbitrage : Drew Fischer | Audi Field Washington Spectateurs : 10 785 Diffuseur : DAZN Arbitrage : Drew Fischer |

#### Groupe H
| Rang | Équipe       | Pts | J | G | N | P | Bp | Bc | Diff |
| ---- | ------------ | --- | - | - | - | - | -- | -- | ---- |
| 1    | Real Madrid  | 7   | 3 | 2 | 1 | 0 | 7  | 2  | +5   |
| 2    | Al-Hilal FC  | 5   | 3 | 1 | 2 | 0 | 3  | 1  | +2   |
| 3    | RB Salzbourg | 4   | 3 | 1 | 1 | 1 | 2  | 4  | -2   |
| 4    | CF Pachuca   | 0   | 3 | 0 | 0 | 3 | 2  | 7  | -5   |

##### 1rejournée
| 18 juin 2025 | Real Madrid                     | 1 - 1   | Al-Hilal FC                                                        |                                                                                                 |                                                                                                 |
| 15h00 EDT    | Gonzalo García 34e · ( Rodrygo) | (1 - 1) | 41e (pen.) Rúben Neves                                             | Hard Rock Stadium Miami Gardens Spectateurs : 62 415 Diffuseur : DAZN Arbitrage : Facundo Tello | Hard Rock Stadium Miami Gardens Spectateurs : 62 415 Diffuseur : DAZN Arbitrage : Facundo Tello |
| 15h00 EDT    | Vinícius Júnior 15e             | Rapport | 89e Rúben Neves · 90+1e Mohammed Al-Qahtani · 90+9e Moteb Al-Harbi | Hard Rock Stadium Miami Gardens Spectateurs : 62 415 Diffuseur : DAZN Arbitrage : Facundo Tello | Hard Rock Stadium Miami Gardens Spectateurs : 62 415 Diffuseur : DAZN Arbitrage : Facundo Tello |

| 18 juin 2025 | CF Pachuca           | 1 - 2   | RB Salzbourg                                                                     |                                                                                          |                                                                                          |
| 18h00 EDT    | Bryan González 56e   | (0 - 1) | 42e Oscar Gloukh · (Valentin Sulzbacher ) · 76e Karim Onisiwo · (Mads Bidstrup ) | TQL Stadium Cincinnati Spectateurs : 5 282 Diffuseur : DAZN Arbitrage : Mustapha Ghorbal | TQL Stadium Cincinnati Spectateurs : 5 282 Diffuseur : DAZN Arbitrage : Mustapha Ghorbal |
| 18h00 EDT    | Federico Pereira 75e | Rapport |                                                                                  | TQL Stadium Cincinnati Spectateurs : 5 282 Diffuseur : DAZN Arbitrage : Mustapha Ghorbal | TQL Stadium Cincinnati Spectateurs : 5 282 Diffuseur : DAZN Arbitrage : Mustapha Ghorbal |

##### 2ejournée
| 22 juin 2025 | Real Madrid | 3 - 1   | CF Pachuca                                  |                                                                                                  |                                                                                                  |
| 15h00 EDT    | Jude Bellingham 35e · ( Fran García) · Arda Güler 43e · ( Gonzalo García) · Federico Valverde 70e · ( Brahim Díaz) | (2 - 0) | 80e Elias Montiel · (Javier Eduardo López ) | Bank of America Stadium Charlotte Spectateurs : 70 248 Diffuseur : DAZN Arbitrage : Ramon Abatti | Bank of America Stadium Charlotte Spectateurs : 70 248 Diffuseur : DAZN Arbitrage : Ramon Abatti |
| 15h00 EDT    | Raúl Asencio 7e | Rapport | 19e Agustín Palavecino                      | Bank of America Stadium Charlotte Spectateurs : 70 248 Diffuseur : DAZN Arbitrage : Ramon Abatti | Bank of America Stadium Charlotte Spectateurs : 70 248 Diffuseur : DAZN Arbitrage : Ramon Abatti |

| 22 juin 2025 | RB Salzbourg                           | 0 - 0   | Al-Hilal FC |                                                                                        |                                                                                        |
| 18h00 EDT    |                                        | (0 - 0) |             | Audi Field Washington Spectateurs : 16 167 Diffuseur : DAZN Arbitrage : Wilton Sampaio | Audi Field Washington Spectateurs : 16 167 Diffuseur : DAZN Arbitrage : Wilton Sampaio |
| 18h00 EDT    | Soumaïla Diabaté 37e · Sota Kitano 85e | Rapport |             | Audi Field Washington Spectateurs : 16 167 Diffuseur : DAZN Arbitrage : Wilton Sampaio | Audi Field Washington Spectateurs : 16 167 Diffuseur : DAZN Arbitrage : Wilton Sampaio |

##### 3ejournée
| 26 juin 2025 | RB Salzbourg | 0 - 3   | Real Madrid                                                                                                  | | |
| 21h00 EDT    |              | (0 - 2) | 40e Vinícius Júnior · (Jude Bellingham ) · 45+3e Federico Valverde · (Vinícius Júnior ) · 84e Gonzalo García | Lincoln Financial Field Philadelphie Spectateurs : 64 811 Diffuseur : DAZN Arbitrage : Dahane Beida | Lincoln Financial Field Philadelphie Spectateurs : 64 811 Diffuseur : DAZN Arbitrage : Dahane Beida |
| 21h00 EDT    | Rapport      |         | | Lincoln Financial Field Philadelphie Spectateurs : 64 811 Diffuseur : DAZN Arbitrage : Dahane Beida | Lincoln Financial Field Philadelphie Spectateurs : 64 811 Diffuseur : DAZN Arbitrage : Dahane Beida |

| 26 juin 2025 | Al-Hilal FC                                                                          | 2 - 0   | CF Pachuca                                  |                                                                                        |                                                                                        |
| 20h00 CDT    | Salem Al-Dawsari 22e · ( Nasser Al-Dawsari) · Marcos Leonardo 90+5e · ( Rúben Neves) | (1 - 0) |                                             | Geodis Park Nashville Spectateurs : 14 147 Diffuseur : DAZN Arbitrage : Danny Makkelie | Geodis Park Nashville Spectateurs : 14 147 Diffuseur : DAZN Arbitrage : Danny Makkelie |
| 20h00 CDT    | Renan Lodi 45+4e · Kalidou Koulibaly 52e                                             | Rapport | 17e Sergio Barreto · 45+2e Alexéi Domínguez | Geodis Park Nashville Spectateurs : 14 147 Diffuseur : DAZN Arbitrage : Danny Makkelie | Geodis Park Nashville Spectateurs : 14 147 Diffuseur : DAZN Arbitrage : Danny Makkelie |

### Tableau final
|  | Huitièmes de finale              | Huitièmes de finale      | Huitièmes de finale              | Huitièmes de finale      |                     |                     | Quarts de finale         | Quarts de finale         | Quarts de finale         | Quarts de finale         |  |  | Demi-finales                     | Demi-finales                     | Demi-finales                     | Demi-finales                     |  |  | Finale                            | Finale                            | Finale                            | Finale                            |
|  |                                  |                          |                                  |                          |                     |                     |                          |                          |                          |                          |  |  |                                  |                                  |                                  |                                  |  |  |                                   |                                   |                                   |                                   |
|  | 30 juin 2025 - Charlotte         | 30 juin 2025 - Charlotte | 30 juin 2025 - Charlotte         | 30 juin 2025 - Charlotte |                     |                     | 4 juillet 2025 - Orlando | 4 juillet 2025 - Orlando | 4 juillet 2025 - Orlando | 4 juillet 2025 - Orlando |  |  | 8 juillet 2025 - East Rutherford | 8 juillet 2025 - East Rutherford | 8 juillet 2025 - East Rutherford | 8 juillet 2025 - East Rutherford |  |  | 13 juillet 2025 - East Rutherford | 13 juillet 2025 - East Rutherford | 13 juillet 2025 - East Rutherford | 13 juillet 2025 - East Rutherford |
|  | E1                               | Inter Milan              | 0                                | 0                        |                     |                     | 4 juillet 2025 - Orlando | 4 juillet 2025 - Orlando | 4 juillet 2025 - Orlando | 4 juillet 2025 - Orlando |  |  | 8 juillet 2025 - East Rutherford | 8 juillet 2025 - East Rutherford | 8 juillet 2025 - East Rutherford | 8 juillet 2025 - East Rutherford |  |  | 13 juillet 2025 - East Rutherford | 13 juillet 2025 - East Rutherford | 13 juillet 2025 - East Rutherford | 13 juillet 2025 - East Rutherford |
|  | E1                               | Inter Milan              | 0                                | 0                        |                     |                     | 4 juillet 2025 - Orlando | 4 juillet 2025 - Orlando | 4 juillet 2025 - Orlando | 4 juillet 2025 - Orlando |  |  | 8 juillet 2025 - East Rutherford | 8 juillet 2025 - East Rutherford | 8 juillet 2025 - East Rutherford | 8 juillet 2025 - East Rutherford |  |  | 13 juillet 2025 - East Rutherford | 13 juillet 2025 - East Rutherford | 13 juillet 2025 - East Rutherford | 13 juillet 2025 - East Rutherford |
|  | F2                               | Fluminense FC            | 2                                | 2                        |                     |                     | 4 juillet 2025 - Orlando | 4 juillet 2025 - Orlando | 4 juillet 2025 - Orlando | 4 juillet 2025 - Orlando |  |  | 8 juillet 2025 - East Rutherford | 8 juillet 2025 - East Rutherford | 8 juillet 2025 - East Rutherford | 8 juillet 2025 - East Rutherford |  |  | 13 juillet 2025 - East Rutherford | 13 juillet 2025 - East Rutherford | 13 juillet 2025 - East Rutherford | 13 juillet 2025 - East Rutherford |
|  | F2                               | Fluminense FC            | 2                                | 2                        | Fluminense FC       | Fluminense FC       | 2                        | 2                        |                          |                          |  |  | 8 juillet 2025 - East Rutherford | 8 juillet 2025 - East Rutherford | 8 juillet 2025 - East Rutherford | 8 juillet 2025 - East Rutherford |  |  | 13 juillet 2025 - East Rutherford | 13 juillet 2025 - East Rutherford | 13 juillet 2025 - East Rutherford | 13 juillet 2025 - East Rutherford |
|  | 30 juin 2025 - Orlando           |                          |                                  |                          | Fluminense FC       | Fluminense FC       | 2                        | 2                        |                          |                          |  |  | 8 juillet 2025 - East Rutherford | 8 juillet 2025 - East Rutherford | 8 juillet 2025 - East Rutherford | 8 juillet 2025 - East Rutherford |  |  | 13 juillet 2025 - East Rutherford | 13 juillet 2025 - East Rutherford | 13 juillet 2025 - East Rutherford | 13 juillet 2025 - East Rutherford |
|  |                                  |                          | Al-Hilal FC                      | Al-Hilal FC              | 1                   | 1                   |                          |                          |                          |                          |  |  | 8 juillet 2025 - East Rutherford | 8 juillet 2025 - East Rutherford | 8 juillet 2025 - East Rutherford | 8 juillet 2025 - East Rutherford |  |  | 13 juillet 2025 - East Rutherford | 13 juillet 2025 - East Rutherford | 13 juillet 2025 - East Rutherford | 13 juillet 2025 - East Rutherford |
|  | G1                               | Manchester City          | Al-Hilal FC                      | Al-Hilal FC              | 1                   | 1                   | 3                        | 3                        |                          |                          |  |  | 8 juillet 2025 - East Rutherford | 8 juillet 2025 - East Rutherford | 8 juillet 2025 - East Rutherford | 8 juillet 2025 - East Rutherford |  |  | 13 juillet 2025 - East Rutherford | 13 juillet 2025 - East Rutherford | 13 juillet 2025 - East Rutherford | 13 juillet 2025 - East Rutherford |
|  | G1                               | Manchester City          | 4 juillet 2025 - Philadelphie    |                          |                     |                     | 3                        | 3                        |                          |                          |  |  | 8 juillet 2025 - East Rutherford | 8 juillet 2025 - East Rutherford | 8 juillet 2025 - East Rutherford | 8 juillet 2025 - East Rutherford |  |  | 13 juillet 2025 - East Rutherford | 13 juillet 2025 - East Rutherford | 13 juillet 2025 - East Rutherford | 13 juillet 2025 - East Rutherford |
|  | H2                               | Al-Hilal FC              | 4 ap                             | 4 ap                     |                     |                     |                          |                          |                          |                          |  |  | 8 juillet 2025 - East Rutherford | 8 juillet 2025 - East Rutherford | 8 juillet 2025 - East Rutherford | 8 juillet 2025 - East Rutherford |  |  | 13 juillet 2025 - East Rutherford | 13 juillet 2025 - East Rutherford | 13 juillet 2025 - East Rutherford | 13 juillet 2025 - East Rutherford |
|  | H2                               | Al-Hilal FC              | 4 ap                             | 4 ap                     | Fluminense FC       | Fluminense FC       | 0                        | 0                        |                          |                          |  |  |                                  |                                  |                                  |                                  |  |  | 13 juillet 2025 - East Rutherford | 13 juillet 2025 - East Rutherford | 13 juillet 2025 - East Rutherford | 13 juillet 2025 - East Rutherford |
|  | 28 juin 2025 - Philadelphie      |                          |                                  |                          | Fluminense FC       | Fluminense FC       | 0                        | 0                        |                          |                          |  |  |                                  |                                  |                                  |                                  |  |  | 13 juillet 2025 - East Rutherford | 13 juillet 2025 - East Rutherford | 13 juillet 2025 - East Rutherford | 13 juillet 2025 - East Rutherford |
|  |                                  |                          | Chelsea FC                       | Chelsea FC               | 2                   | 2                   |                          |                          |                          |                          |  |  |                                  |                                  |                                  |                                  |  |  | 13 juillet 2025 - East Rutherford | 13 juillet 2025 - East Rutherford | 13 juillet 2025 - East Rutherford | 13 juillet 2025 - East Rutherford |
|  | A1                               | SE Palmeiras             | Chelsea FC                       | Chelsea FC               | 2                   | 2                   | 1 ap                     | 1 ap                     |                          |                          |  |  |                                  |                                  |                                  |                                  |  |  | 13 juillet 2025 - East Rutherford | 13 juillet 2025 - East Rutherford | 13 juillet 2025 - East Rutherford | 13 juillet 2025 - East Rutherford |
|  | A1                               | SE Palmeiras             | 9 juillet 2025 - East Rutherford |                          |                     |                     | 1 ap                     | 1 ap                     |                          |                          |  |  |                                  |                                  |                                  |                                  |  |  | 13 juillet 2025 - East Rutherford | 13 juillet 2025 - East Rutherford | 13 juillet 2025 - East Rutherford | 13 juillet 2025 - East Rutherford |
|  | B2                               | Botafogo FR              | 0                                | 0                        |                     |                     |                          |                          |                          |                          |  |  |                                  |                                  |                                  |                                  |  |  | 13 juillet 2025 - East Rutherford | 13 juillet 2025 - East Rutherford | 13 juillet 2025 - East Rutherford | 13 juillet 2025 - East Rutherford |
|  | B2                               | Botafogo FR              | 0                                | 0                        | SE Palmeiras        | SE Palmeiras        | 1                        | 1                        |                          |                          |  |  |                                  |                                  |                                  |                                  |  |  | 13 juillet 2025 - East Rutherford | 13 juillet 2025 - East Rutherford | 13 juillet 2025 - East Rutherford | 13 juillet 2025 - East Rutherford |
|  | 28 juin 2025 - Charlotte         |                          |                                  |                          | SE Palmeiras        | SE Palmeiras        | 1                        | 1                        |                          |                          |  |  |                                  |                                  |                                  |                                  |  |  | 13 juillet 2025 - East Rutherford | 13 juillet 2025 - East Rutherford | 13 juillet 2025 - East Rutherford | 13 juillet 2025 - East Rutherford |
|  |                                  |                          | Chelsea FC                       | Chelsea FC               | 2                   | 2                   |                          |                          |                          |                          |  |  |                                  |                                  |                                  |                                  |  |  | 13 juillet 2025 - East Rutherford | 13 juillet 2025 - East Rutherford | 13 juillet 2025 - East Rutherford | 13 juillet 2025 - East Rutherford |
|  | C1                               | Benfica Lisbonne         | Chelsea FC                       | Chelsea FC               | 2                   | 2                   | 1                        | 1                        |                          |                          |  |  |                                  |                                  |                                  |                                  |  |  | 13 juillet 2025 - East Rutherford | 13 juillet 2025 - East Rutherford | 13 juillet 2025 - East Rutherford | 13 juillet 2025 - East Rutherford |
|  | C1                               | Benfica Lisbonne         | 5 juillet 2025 - Atlanta         |                          |                     |                     | 1                        | 1                        |                          |                          |  |  |                                  |                                  |                                  |                                  |  |  | 13 juillet 2025 - East Rutherford | 13 juillet 2025 - East Rutherford | 13 juillet 2025 - East Rutherford | 13 juillet 2025 - East Rutherford |
|  | D2                               | Chelsea FC               | 4 ap                             | 4 ap                     |                     |                     |                          |                          |                          |                          |  |  |                                  |                                  |                                  |                                  |  |  | 13 juillet 2025 - East Rutherford | 13 juillet 2025 - East Rutherford | 13 juillet 2025 - East Rutherford | 13 juillet 2025 - East Rutherford |
|  | D2                               | Chelsea FC               | 4 ap                             | 4 ap                     | Chelsea FC          | Chelsea FC          | 3                        | 3                        |                          |                          |  |  |                                  |                                  |                                  |                                  |  |  |                                   |                                   |                                   |                                   |
|  | 29 juin 2025 - Atlanta           |                          |                                  |                          | Chelsea FC          | Chelsea FC          | 3                        | 3                        |                          |                          |  |  |                                  |                                  |                                  |                                  |  |  |                                   |                                   |                                   |                                   |
|  |                                  |                          | Paris Saint-Germain              | Paris Saint-Germain      | 0                   | 0                   |                          |                          |                          |                          |  |  |                                  |                                  |                                  |                                  |  |  |                                   |                                   |                                   |                                   |
|  | B1                               | Paris Saint-Germain      | Paris Saint-Germain              | Paris Saint-Germain      | 0                   | 0                   | 4                        | 4                        |                          |                          |  |  |                                  |                                  |                                  |                                  |  |  |                                   |                                   |                                   |                                   |
|  | B1                               | Paris Saint-Germain      |                                  |                          |                     |                     |                          | 4                        |                          |                          |  |  |                                  |                                  |                                  |                                  |  |  |                                   |                                   |                                   |                                   |
|  | A2                               | Inter Miami CF           | 0                                | 0                        |                     |                     |                          |                          |                          |                          |  |  |                                  |                                  |                                  |                                  |  |  |                                   |                                   |                                   |                                   |
|  | A2                               | Inter Miami CF           | 0                                | 0                        | Paris Saint-Germain | Paris Saint-Germain | 2                        | 2                        |                          |                          |  |  |                                  |                                  |                                  |                                  |  |  |                                   |                                   |                                   |                                   |
|  | 29 juin 2025 - Miami Gardens     |                          |                                  |                          | Paris Saint-Germain | Paris Saint-Germain | 2                        | 2                        |                          |                          |  |  |                                  |                                  |                                  |                                  |  |  |                                   |                                   |                                   |                                   |
|  |                                  |                          | Bayern Munich                    | Bayern Munich            | 0                   | 0                   |                          |                          |                          |                          |  |  |                                  |                                  |                                  |                                  |  |  |                                   |                                   |                                   |                                   |
|  | D1                               | CR Flamengo              | Bayern Munich                    | Bayern Munich            | 0                   | 0                   | 2                        | 2                        |                          |                          |  |  |                                  |                                  |                                  |                                  |  |  |                                   |                                   |                                   |                                   |
|  | D1                               | CR Flamengo              | 5 juillet 2025 - East Rutherford |                          |                     |                     | 2                        | 2                        |                          |                          |  |  |                                  |                                  |                                  |                                  |  |  |                                   |                                   |                                   |                                   |
|  | C2                               | Bayern Munich            | 4                                | 4                        |                     |                     |                          |                          |                          |                          |  |  |                                  |                                  |                                  |                                  |  |  |                                   |                                   |                                   |                                   |
|  | C2                               | Bayern Munich            | 4                                | 4                        | Paris Saint-Germain | Paris Saint-Germain | 4                        | 4                        |                          |                          |  |  |                                  |                                  |                                  |                                  |  |  |                                   |                                   |                                   |                                   |
|  | 1er juillet 2025 - Miami Gardens |                          |                                  |                          | Paris Saint-Germain | Paris Saint-Germain | 4                        | 4                        |                          |                          |  |  |                                  |                                  |                                  |                                  |  |  |                                   |                                   |                                   |                                   |
|  |                                  |                          | Real Madrid                      | Real Madrid              | 0                   | 0                   |                          |                          |                          |                          |  |  |                                  |                                  |                                  |                                  |  |  |                                   |                                   |                                   |                                   |
|  | H1                               | Real Madrid              | Real Madrid                      | Real Madrid              | 0                   | 0                   | 1                        | 1                        |                          |                          |  |  |                                  |                                  |                                  |                                  |  |  |                                   |                                   |                                   |                                   |
|  | H1                               | Real Madrid              |                                  |                          |                     |                     |                          | 1                        |                          |                          |  |  |                                  |                                  |                                  |                                  |  |  |                                   |                                   |                                   |                                   |
|  | G2                               | Juventus FC              | 0                                | 0                        |                     |                     |                          |                          |                          |                          |  |  |                                  |                                  |                                  |                                  |  |  |                                   |                                   |                                   |                                   |
|  | G2                               | Juventus FC              | 0                                | 0                        | Real Madrid         | Real Madrid         | 3                        | 3                        |                          |                          |  |  |                                  |                                  |                                  |                                  |  |  |                                   |                                   |                                   |                                   |
|  | 1er juillet 2025 - Atlanta       |                          |                                  |                          | Real Madrid         | Real Madrid         | 3                        | 3                        |                          |                          |  |  |                                  |                                  |                                  |                                  |  |  |                                   |                                   |                                   |                                   |
|  |                                  |                          | Borussia Dortmund                | Borussia Dortmund        | 2                   | 2                   |                          |                          |                          |                          |  |  |                                  |                                  |                                  |                                  |  |  |                                   |                                   |                                   |                                   |
|  | F1                               | Borussia Dortmund        | Borussia Dortmund                | Borussia Dortmund        | 2                   | 2                   | 2                        | 2                        |                          |                          |  |  |                                  |                                  |                                  |                                  |  |  |                                   |                                   |                                   |                                   |
|  | F1                               | Borussia Dortmund        |                                  |                          |                     |                     |                          | 2                        |                          |                          |  |  |                                  |                                  |                                  |                                  |  |  |                                   |                                   |                                   |                                   |
|  | E2                               | CF Monterrey             | 1                                | 1                        |                     |                     |                          |                          |                          |                          |  |  |                                  |                                  |                                  |                                  |  |  |                                   |                                   |                                   |                                   |
|  | E2                               | CF Monterrey             | 1                                | 1                        |                     |                     |                          |                          |                          |                          |  |  |                                  |                                  |                                  |                                  |  |  |                                   |                                   |                                   |                                   |
|  |                                  |                          |                                  |                          |                     |                     |                          |                          |                          |                          |  |  |                                  |                                  |                                  |                                  |  |  |                                   |                                   |                                   |                                   |

#### Huitièmes de finale
| Match 49               | SE Palmeiras                                                                                                   | 1 - 0 ap              | Botafogo FR | | |
| 28 juin 2025 12h00 EDT | Paulinho 100e · ( Richard Ríos)                                                                                | (0 - 0, 0 - 0, 1 - 0) | | Lincoln Financial Field Philadelphie Spectateurs : 33 657 Diffuseur : DAZN Arbitrage : François Letexier | Lincoln Financial Field Philadelphie Spectateurs : 33 657 Diffuseur : DAZN Arbitrage : François Letexier |
| 28 juin 2025 12h00 EDT | Gustavo Gómez 40e, 116e · Joaquín Piquerez 86e · Estêvão Willian 105e · Aníbal Moreno 120+2e · Weverton 120+5e | Rapport               | 3e Alexander Barboza · 35e Alex Telles · 65e Artur Victor Guimarães · 90+4e Newton · 104e Fernando Marçal · 105+3e Álvaro Montoro | Lincoln Financial Field Philadelphie Spectateurs : 33 657 Diffuseur : DAZN Arbitrage : François Letexier | Lincoln Financial Field Philadelphie Spectateurs : 33 657 Diffuseur : DAZN Arbitrage : François Letexier |

| Match 50               | Benfica Lisbonne | 1 - 4 ap              | Chelsea FC |                                                                                                   |                                                                                                   |
| 28 juin 2025 16h00 EDT | Ángel Di María 90+5e (pen.) | (0 - 0, 1 - 1, 1 - 1) | 64e James · 108e Christopher Nkunku · 114e Pedro Neto · (Moisés Caicedo ) · 117e Kiernan Dewsbury-Hall · (Cole Palmer ) | Bank of America Stadium Charlotte Spectateurs : 25 929 Diffuseur : DAZN Arbitrage : Slavko Vinčić | Bank of America Stadium Charlotte Spectateurs : 25 929 Diffuseur : DAZN Arbitrage : Slavko Vinčić |
| 28 juin 2025 16h00 EDT | Vangélis Pavlídis 50e · Florentino Luís 63e · Orkun Kökçü 83e · António Silva 90+2e · Gianluca Prestianni 90+6e, 92e · Tiago Gouveia 120+1e | Rapport               | 61e Moisés Caicedo · 92e Cole Palmer · 102e Levi Colwill                                                                | Bank of America Stadium Charlotte Spectateurs : 25 929 Diffuseur : DAZN Arbitrage : Slavko Vinčić | Bank of America Stadium Charlotte Spectateurs : 25 929 Diffuseur : DAZN Arbitrage : Slavko Vinčić |

| Match 51               | Paris Saint-Germain                                                                                    | 4 - 0   | Inter Miami CF                                            |                                                                                                |                                                                                                |
| 29 juin 2025 12h00 EDT | João Neves 6e · ( Vitinha) · Neves 39e · ( Fabián Ruiz) · Tomás Avilés 44e (csc) · Achraf Hakimi 45+3e | (4 - 0) |                                                           | Mercedes-Benz Stadium Atlanta Spectateurs : 65 574 Diffuseur : DAZN Arbitrage : Wilton Sampaio | Mercedes-Benz Stadium Atlanta Spectateurs : 65 574 Diffuseur : DAZN Arbitrage : Wilton Sampaio |
| 29 juin 2025 12h00 EDT | | Rapport | 20e Tomás Avilés · 43e Marcelo Weigandt · 74e Luis Suárez | Mercedes-Benz Stadium Atlanta Spectateurs : 65 574 Diffuseur : DAZN Arbitrage : Wilton Sampaio | Mercedes-Benz Stadium Atlanta Spectateurs : 65 574 Diffuseur : DAZN Arbitrage : Wilton Sampaio |

| Match 52               | CR Flamengo                                                          | 2 - 4   | Bayern Munich |                                                                                                  |                                                                                                  |
| 29 juin 2025 16h00 EDT | Gerson 33e · ( Giorgian de Arrascaeta) · Jorginho 54e (pen.)         | (1 - 3) | 6e (csc) Erick Pulgar · 10e Harry Kane · (Dayot Upamecano ) · 41e Leon Goretzka · 73e Harry Kane · (Joshua Kimmich ) | Hard Rock Stadium Miami Gardens Spectateurs : 60 914 Diffuseur : DAZN Arbitrage : Michael Oliver | Hard Rock Stadium Miami Gardens Spectateurs : 60 914 Diffuseur : DAZN Arbitrage : Michael Oliver |
| 29 juin 2025 16h00 EDT | Erick Pulgar 43e · Gonzalo Plata 44e · Allan 45e · Wesley França 63e | Rapport | 44e Jonathan Tah · 66e Joshua Kimmich · 84e Harry Kane · 87e Jamal Musiala · 90+2e Konrad Laimer                     | Hard Rock Stadium Miami Gardens Spectateurs : 60 914 Diffuseur : DAZN Arbitrage : Michael Oliver | Hard Rock Stadium Miami Gardens Spectateurs : 60 914 Diffuseur : DAZN Arbitrage : Michael Oliver |

| Match 53               | Inter Milan                                  | 0 - 2   | Fluminense FC                                                           |                                                                                                 |                                                                                                 |
| 30 juin 2025 15h00 EDT |                                              | (0 - 1) | 3e Germán Cano · 90+3e Hércules                                         | Bank of America Stadium Charlotte Spectateurs : 20 030 Diffuseur : DAZN Arbitrage : Ivan Barton | Bank of America Stadium Charlotte Spectateurs : 20 030 Diffuseur : DAZN Arbitrage : Ivan Barton |
| 30 juin 2025 15h00 EDT | Kristjan Asllani 9e · Alessandro Bastoni 38e | Rapport | 16e Germán Cano · 26e Juan Pablo Freytes · 36e Renê · 85e Thiago Santos | Bank of America Stadium Charlotte Spectateurs : 20 030 Diffuseur : DAZN Arbitrage : Ivan Barton | Bank of America Stadium Charlotte Spectateurs : 20 030 Diffuseur : DAZN Arbitrage : Ivan Barton |

| Match 54               | Manchester City                                                                                | 3 - 4 ap              | Al-Hilal FC |                                                                                                  |                                                                                                  |
| 30 juin 2025 21h00 EDT | Bernardo Silva 9e · ( İlkay Gündoğan) · Erling Haaland 55e · Phil Foden 104e · ( Rayan Cherki) | (1 - 0, 2 - 2, 3 - 3) | 46e Marcos Leonardo · 52e Malcom · (João Cancelo ) · 94e Kalidou Koulibaly · (Rúben Neves ) · 112e Marcos Leonardo | Camping World Stadium Orlando Spectateurs : 42 311 Diffuseur : DAZN Arbitrage : Jesús Valenzuela | Camping World Stadium Orlando Spectateurs : 42 311 Diffuseur : DAZN Arbitrage : Jesús Valenzuela |
| 30 juin 2025 21h00 EDT | Joško Gvardiol 27e · Matheus Nunes 39e · Manuel Akanji 105+1e                                  | Rapport               | 113e Marcos Leonardo                                                                                               | Camping World Stadium Orlando Spectateurs : 42 311 Diffuseur : DAZN Arbitrage : Jesús Valenzuela | Camping World Stadium Orlando Spectateurs : 42 311 Diffuseur : DAZN Arbitrage : Jesús Valenzuela |

| Match 55                   | Real Madrid                                    | 1 - 0   | Juventus FC | | |
| 1er juillet 2025 15h00 EDT | Gonzalo García 54e · ( Trent Alexander-Arnold) | (0 - 0) |             | Hard Rock Stadium Miami Gardens Spectateurs : 62 149 Diffuseur : DAZN Arbitrage : Szymon Marciniak | Hard Rock Stadium Miami Gardens Spectateurs : 62 149 Diffuseur : DAZN Arbitrage : Szymon Marciniak |
| 1er juillet 2025 15h00 EDT | Jude Bellingham 87e                            | Rapport |             | Hard Rock Stadium Miami Gardens Spectateurs : 62 149 Diffuseur : DAZN Arbitrage : Szymon Marciniak | Hard Rock Stadium Miami Gardens Spectateurs : 62 149 Diffuseur : DAZN Arbitrage : Szymon Marciniak |

| Match 56                   | Borussia Dortmund                                                               | 2 - 1   | CF Monterrey                            |                                                                                               |                                                                                               |
| 1er juillet 2025 21h00 EDT | Serhou Guirassy 14e · ( Karim Adeyemi) · Serhou Guirassy 24e · ( Karim Adeyemi) | (2 - 0) | 48e Germán Berterame · (Érick Aguirre ) | Mercedes-Benz Stadium Atlanta Spectateurs : 31 442 Diffuseur : DAZN Arbitrage : Facundo Tello | Mercedes-Benz Stadium Atlanta Spectateurs : 31 442 Diffuseur : DAZN Arbitrage : Facundo Tello |
| 1er juillet 2025 21h00 EDT | Jobe Bellingham 28e · Serhou Guirassy 90e                                       | Rapport |                                         | Mercedes-Benz Stadium Atlanta Spectateurs : 31 442 Diffuseur : DAZN Arbitrage : Facundo Tello | Mercedes-Benz Stadium Atlanta Spectateurs : 31 442 Diffuseur : DAZN Arbitrage : Facundo Tello |

#### Quarts de finale
| Match 57                 | Fluminense FC                                                                 | 2 - 1   | Al-Hilal FC                                                                              |                                                                                                |                                                                                                |
| 4 juillet 2025 15h00 EDT | Matheus Martinelli 40e · ( Gabriel Fuentes) · Hércules 70e · ( Samuel Xavier) | (1 - 1) | 51e Marcos Leonardo · (Kalidou Koulibaly )                                               | Camping World Stadium Orlando Spectateurs : 43 091 Diffuseur : DAZN Arbitrage : Danny Makkelie | Camping World Stadium Orlando Spectateurs : 43 091 Diffuseur : DAZN Arbitrage : Danny Makkelie |
| 4 juillet 2025 15h00 EDT | Juan Pablo Freytes 36e · Matheus Martinelli 44e · Thiago Silva 66e            | Rapport | 11e Sergej Milinković-Savić · 22e Renan Lodi · 90e Rúben Neves · 90+7e Kalidou Koulibaly | Camping World Stadium Orlando Spectateurs : 43 091 Diffuseur : DAZN Arbitrage : Danny Makkelie | Camping World Stadium Orlando Spectateurs : 43 091 Diffuseur : DAZN Arbitrage : Danny Makkelie |

| Match 58                 | SE Palmeiras                          | 1 - 2   | Chelsea FC                                                    | | |
| 4 juillet 2025 21h00 EDT | Estêvão Willian 53e · ( Richard Ríos) | (0 - 1) | 16e Cole Palmer · ( Trevoh Chalobah) · 83e (csc) Agustín Giay | Lincoln Financial Field Philadelphie Spectateurs : 65 782 Diffuseur : DAZN Arbitrage : Alireza Faghani | Lincoln Financial Field Philadelphie Spectateurs : 65 782 Diffuseur : DAZN Arbitrage : Alireza Faghani |
| 4 juillet 2025 21h00 EDT | Richard Ríos 78e                      | Rapport | 41e Malo Gusto · 45+3e Liam Delap · 86e Levi Colwill          | Lincoln Financial Field Philadelphie Spectateurs : 65 782 Diffuseur : DAZN Arbitrage : Alireza Faghani | Lincoln Financial Field Philadelphie Spectateurs : 65 782 Diffuseur : DAZN Arbitrage : Alireza Faghani |

| Match 59                 | Paris Saint-Germain                                                        | 2 - 0   | Bayern Munich     |                                                                                                |                                                                                                |
| 5 juillet 2025 12h00 EDT | Désiré Doué 78e · ( João Neves) · Ousmane Dembélé 90+6e · ( Achraf Hakimi) | (0 - 0) |                   | Mercedes-Benz Stadium Atlanta Spectateurs : 66 937 Diffuseur : DAZN Arbitrage : Anthony Taylor | Mercedes-Benz Stadium Atlanta Spectateurs : 66 937 Diffuseur : DAZN Arbitrage : Anthony Taylor |
| 5 juillet 2025 12h00 EDT | Désiré Doué 76e · Willian Pacho 82e · Lucas Hernandez 90+2e                | Rapport | 68e Konrad Laimer | Mercedes-Benz Stadium Atlanta Spectateurs : 66 937 Diffuseur : DAZN Arbitrage : Anthony Taylor | Mercedes-Benz Stadium Atlanta Spectateurs : 66 937 Diffuseur : DAZN Arbitrage : Anthony Taylor |

| Match 60                 | Real Madrid                                                                                | 3 - 2   | Borussia Dortmund                                     |                                                                                                |                                                                                                |
| 5 juillet 2025 16h00 EDT | Gonzalo García 10e · ( Arda Güler) · Fran García 20e · Kylian Mbappé 90+4e · ( Arda Güler) | (2 - 0) | 90+2e Maximilian Beier · 90+8e (pen.) Serhou Guirassy | MetLife Stadium East Rutherford Spectateurs : 76 611 Diffuseur : DAZN Arbitrage : Ramon Abatti | MetLife Stadium East Rutherford Spectateurs : 76 611 Diffuseur : DAZN Arbitrage : Ramon Abatti |
| 5 juillet 2025 16h00 EDT | Dean Huijsen 90+6e · Kylian Mbappé 90+8e                                                   | Rapport | 38e Pascal Groß · 63e Yan Couto                       | MetLife Stadium East Rutherford Spectateurs : 76 611 Diffuseur : DAZN Arbitrage : Ramon Abatti | MetLife Stadium East Rutherford Spectateurs : 76 611 Diffuseur : DAZN Arbitrage : Ramon Abatti |

#### Demi-finales
| Match 61                 | Fluminense FC                     | 0 - 2   | Chelsea FC                                          | | |
| 8 juillet 2025 15h00 EDT |                                   | (0 - 1) | 18e João Pedro · 56e João Pedro · (Enzo Fernández ) | MetLife Stadium East Rutherford Spectateurs : 70 556 Diffuseur : DAZN Arbitrage : François Letexier | MetLife Stadium East Rutherford Spectateurs : 70 556 Diffuseur : DAZN Arbitrage : François Letexier |
| 8 juillet 2025 15h00 EDT | Nonato 59e · Yeferson Soteldo 72e | Rapport | 73e Robert Sánchez                                  | MetLife Stadium East Rutherford Spectateurs : 70 556 Diffuseur : DAZN Arbitrage : François Letexier | MetLife Stadium East Rutherford Spectateurs : 70 556 Diffuseur : DAZN Arbitrage : François Letexier |

| Match 62                 | Paris Saint-Germain | 4 - 0   | Real Madrid                                 | | |
| 9 juillet 2025 15h00 EDT | Fabián Ruiz 6e · ( Ousmane Dembélé) · Ousmane Dembélé 9e · Fabián Ruiz 24e · ( Achraf Hakimi) · Gonçalo Ramos 87e · ( Bradley Barcola) | (3 - 0) |                                             | MetLife Stadium East Rutherford Spectateurs : 77 542 Diffuseur : DAZN Arbitrage : Szymon Marciniak | MetLife Stadium East Rutherford Spectateurs : 77 542 Diffuseur : DAZN Arbitrage : Szymon Marciniak |
| 9 juillet 2025 15h00 EDT | João Neves 45+2e | Rapport | 28e Aurélien Tchouaméni · 73e Dani Carvajal | MetLife Stadium East Rutherford Spectateurs : 77 542 Diffuseur : DAZN Arbitrage : Szymon Marciniak | MetLife Stadium East Rutherford Spectateurs : 77 542 Diffuseur : DAZN Arbitrage : Szymon Marciniak |

#### Finale
| Match 63                  | Chelsea FC                                                                          | 3 - 0   | Paris Saint-Germain                                      | MetLife Stadium, East Rutherford                                       |                                                                        |
| 13 juillet 2025 15h00 EDT | Cole Palmer 22e · ( Malo Gusto) · Cole Palmer 30e · João Pedro 43e · ( Cole Palmer) | (3 - 0) |                                                          | Spectateurs : 81 118 Diffuseur : DAZN, TF1 Arbitrage : Alireza Faghani | Spectateurs : 81 118 Diffuseur : DAZN, TF1 Arbitrage : Alireza Faghani |
| 13 juillet 2025 15h00 EDT | Pedro Neto 34e · Moisés Caicedo 36e · Malo Gusto 40e · Levi Colwill 82e             | Rapport | 85e João Neves · 87e Ousmane Dembélé · 90+4e Nuno Mendes | Spectateurs : 81 118 Diffuseur : DAZN, TF1 Arbitrage : Alireza Faghani | Spectateurs : 81 118 Diffuseur : DAZN, TF1 Arbitrage : Alireza Faghani |

| Arbitres assistants : Anton Shchetinin Ashley Beecham | Quatrièmes arbitres : Facundo Tello Gabriel Chade | Arbitre vidéo : Bastian Dankert 0 | Arbitres assistants vidéo : Tatiana Guzman Ivan Bebek | Homme du match : Cole Palmer (Chelsea FC) 0 |

| Chelsea FC | Paris SG |

| Titulaires :   |    |                       |     |     |
| Gardien de but | 01 | Robert Sánchez        |     |     |
|                | 27 | Malo Gusto            | 40e |     |
|                | 23 | Trevoh Chalobah       |     |     |
|                | 06 | Levi Colwill          | 82e |     |
|                | 03 | Marc Cucurella        |     |     |
|                | 24 | Reece James           |     | 77e |
|                | 25 | Moisés Caicedo        | 36e |     |
|                | 10 | Cole Palmer           |     |     |
|                | 08 | Enzo Fernández        |     | 61e |
|                | 07 | Pedro Neto            | 34e | 77e |
|                | 20 | João Pedro            |     | 67e |
| Remplaçants :  |    |                       |     |     |
| Gardien de but | 12 | Filip Jörgensen       |     |     |
| Gardien de but | 39 | Mike Penders          |     |     |
| Gardien de but | 44 | Gabriel Slonina       |     |     |
|                | 04 | Tosin Adarabioyo      |     |     |
|                | 19 | Mamadou Sarr          |     |     |
|                | 30 | Aarón Anselmino (en)  |     |     |
|                | 34 | Josh Acheampong       |     |     |
|                | 17 | Andrey Santos         |     | 61e |
|                | 22 | Kiernan Dewsbury-Hall |     | 77e |
|                | 45 | Roméo Lavia           |     |     |
|                | 09 | Liam Delap            |     | 67e |
|                | 15 | Nicolas Jackson       |     |     |
|                | 18 | Christopher Nkunku    |     | 77e |
|                | 32 | Tyrique George        |     |     |
|                | 38 | Marc Guiu             |     |     |
| Entraîneur :   |    |                       |     |     |
| Enzo Maresca   |    |                       |     |     |

| Titulaires :   |    |                       |       |     |
| Gardien de but | 01 | Gianluigi Donnarumma  |       |     |
|                | 02 | Achraf Hakimi         |       | 73e |
|                | 05 | Marquinhos            |       |     |
|                | 04 | Lucas Beraldo         |       |     |
|                | 25 | Nuno Mendes           | 90+4e |     |
|                | 17 | Vitinha               |       |     |
|                | 87 | João Neves            | 85e   |     |
|                | 08 | Fabián Ruiz           |       | 73e |
|                | 14 | Désiré Doué           |       | 73e |
|                | 10 | Ousmane Dembélé       | 87e   |     |
|                | 07 | Khvicha Kvaratskhelia |       | 58e |
| Remplaçants :  |    |                       |       |     |
| Gardien de but | 39 | Matveï Safonov        |       |     |
| Gardien de but | 80 | Arnau Tenas           |       |     |
|                | 03 | Presnel Kimpembe      |       |     |
|                | 43 | Noham Kamara          |       |     |
|                | 19 | Lee Kang-in           |       |     |
|                | 20 | Gabriel Moscardo      |       |     |
|                | 24 | Senny Mayulu          |       | 73e |
|                | 33 | Warren Zaïre-Emery    |       | 73e |
|                | 09 | Gonçalo Ramos         |       | 73e |
|                | 29 | Bradley Barcola       |       | 58e |
|                | 49 | Ibrahim Mbaye         |       |     |
| Entraîneur :   |    |                       |       |     |
| Luis Enrique   |    |                       |       |     |

## Statistiques

### Nombre d'équipes par confédération et par tour
| Confédération | Phase de groupes | Huitièmes de finale | Quarts de finale                                                             | Demi-finales                                 | Finalistes                       | Champion     |
| ------------- | --- | --- | ---------------------------------------------------------------------------- | -------------------------------------------- | -------------------------------- | ------------ |
| UEFA          | 12 Benfica Lisbonne Chelsea FC Borussia Dortmund Juventus FC Atlético de Madrid Real Madrid Manchester City Inter Milan Bayern Munich Paris Saint-Germain FC Porto RB Salzbourg | 9 Benfica Lisbonne Chelsea FC Borussia Dortmund Juventus FC Real Madrid Manchester City Inter Milan Bayern Munich Paris Saint-Germain | 5 Chelsea FC Borussia Dortmund Real Madrid Bayern Munich Paris Saint-Germain | 3 Chelsea FC Real Madrid Paris Saint-Germain | 2 Chelsea FC Paris Saint-Germain | 1 Chelsea FC |
| CONMEBOL      | 6 Boca Juniors Botafogo FR CR Flamengo Fluminense FC SE Palmeiras River Plate                                                                                                   | 4 Botafogo FR CR Flamengo Fluminense FC SE Palmeiras                                                                                  | 2 Fluminense FC SE Palmeiras                                                 | 1 Fluminense FC                              |                                  |              |
| CONCACAF      | 5 Inter Miami CF CF Monterrey CF Pachuca Sounders de Seattle Los Angeles FC | 2 Inter Miami CF CF Monterrey |                                                                              |                                              |                                  |              |
| AFC           | 4 Al-Aïn FC Al-Hilal FC Urawa Red Diamonds Ulsan HD | 1 Al-Hilal FC | 1 Al-Hilal FC                                                                |                                              |                                  |              |
| CAF           | 4 ES Tunis Al Ahly SC Wydad AC Mamelodi Sundowns | |                                                                              |                                              |                                  |              |
| OFC           | 1 Auckland City | |                                                                              |                                              |                                  |              |
| Total         | 32 | 16 | 8                                                                            | 4                                            | 2                                | 1            |

### Classement des buteurs[61]
| Rang | Joueur          | Équipe            | Buts | Déc. | Minutes jouées |
| ---- | --------------- | ----------------- | ---- | ---- | -------------- |
| 1    | Gonzalo García  | Real Madrid       | 4    | 1    | 450            |
| 2    | Ángel Di María  | Benfica Lisbonne  | 4    | 0    | 373            |
| 3    | Serhou Guirassy | Borussia Dortmund | 4    | 0    | 437            |
| 4    | Marcos Leonardo | Al-Hilal FC       | 4    | 0    | 469            |
| 5    | Michael Olise   | Bayern Munich     | 3    | 2    | 360            |
| 6    | Cole Palmer     | Chelsea FC        | 3    | 2    | 556            |
| 7    | Phil Foden      | Manchester City   | 3    | 1    | 148            |
| 8    | Kenan Yıldız    | Juventus FC       | 3    | 1    | 250            |
| 9    | Erling Haaland  | Manchester City   | 3    | 1    | 256            |
| 10   | Harry Kane      | Bayern Munich     | 3    | 1    | 375            |

## Diffuseurs
- France : DAZN[62], TF1 (PSG - Atlético Madrid et la finale)
- Belgique : DAZN (Belgique)
- Canada : DAZN
- États-Unis : Tudn United States , Vix TV Mexico